# Рок-музика
Рок-музика  — узагальнена назва низки напрямків популярної музики другої половини XX століття, що походять від рок-н-ролу та ритм-енд-блюзу. Термін Rock очевидно є скороченням від Rock'n'roll і дослівно перекладається як «хитати(ся); трясти(ся)».
Рок-музика має велику кількість напрямків: від танцювального рок-н-ролу до важкого металу. Зміст пісень варіюється від легкого і невимушеного до похмурого, глибокого і філософського. Зазвичай рок-музика протиставляється попмузиці (т. зв. «попсі»), хоча окремі напрямки балансують на межі між ними.
Основні центри розвитку рок-музики — західна Європа (особливо Скандинавія та Велика Британія) і США. Пізніше національна рок-музика з'явилася практично у всіх країнах. Українська рок-музика з'явилася за часів СРСР в кінці 1960-х років[джерело?].
Термін «рок-музика» щодо конкретного колективу іноді не є чітко визначеним через комбінування та поєднання окремими виконавцями різної жанрової стилістики. При визначенні належності до того чи іншого напрямку роккультури, користуються соціальним та музичним факторами.

## Музичний фактор
Рок-музика комбіновано виконується рок-гуртом, що зазвичай складається з вокаліста, гітариста, басу, соло і ударника, іноді також клавішника. В окремих випадках може бути присутнім також саксофон, губна гармоніка, акордеон та інші інструменти.
Характерні риси рок-музики — одноманітний ритм з сильним бек-бітом, що підтримується барабанами, та електрогітарою (часто — з ефектом дисторшн). Сольні епізоди також виконуються на електрогітарі. В гармонічному та мелодійному відношенні ранній рок-музиці в основному характерна блюзова гармонія, однак в пізніший період спостерігається значна різноманітність музичних рис. Характерною рисою рок-музики, також є її колективність — рок-музика часто є продуктом колективної творчості, а створення й виконання музики є нерозривним процесом.
Необхідними вимогами для виконання рок-музики музиканти вважають віртуозну техніку, зіграність, вміння передати «драйв» (Drive), особливе вокальне мистецтво, майстерність імпровізації, володіння формою, наявність особливого «блюзового відчуття» (Blues Feeling).

## Соціальний фактор
Соціальний вплив рок-музики як культурного явища вважається :
| "Рок — це, з одного боку, рупор молоді, музичне втілення суперечливих настроїв, які її роздирають, конфлікту із загальноприйнятими нормами. З іншого боку, рок — один з інструментів шоу-бізнесу, направлений на комерційний прибуток в індустрії розваг. Ця подвійна природа й обумовлює суперечності, "спіральність" розвитку жанру. По суті справи, вся історія року складається зі схожих циклів, на початку кожного з яких — бунт, протест, народження нових стилів і нових цінностей, виникнення гуртів і виконавців-основоположників стилю (1955, 1967, 1977 .), а потім — поступовий процес «приручення», комерціалізації, виникнення вторинних рок-гуртів, адаптації до способу життя"[2]. |
Рок-музика як культурний феномен породила так званий «рок-н-рольний спосіб життя», певний стиль поведінки і систему життєвих цінностей, свого роду філософію. Проте, виникнувши на основі різних жанрів рок-музики, субкультури деколи мають мало схожого. Рок-музика володіє великою енергією («драйвом»), яка захоплює. Вона може дати особі свободу від усталених суспільних принципів і стереотипів, від навколишньої дійсності.
З іншого боку, людина, зосереджена на роккультурі, може остаточно відгородитися від зовнішнього світу, ускладнюючи становище вживанням алкоголю і наркотиків, що сприяє руйнуванню особистості. Нерідко це явище ставлять в провину рок-музикантам.

## Передумови появи рок-музики

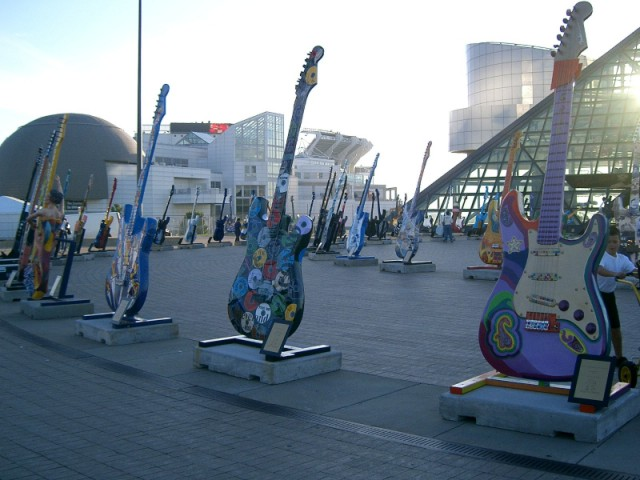
Музей Рок-н-ролу в Клівленді, США

Повоєнний розвиток музичної культури відбувався в умовах поглиблення розколу світу, посилення боротьби між двома соціально економічними системами, воєнно-політичними блоками, розв'язання «холодної війни», атомного психозу, ідеологічно-культурного протистояння. Перед людством, яке понесло нечувані людські, матеріальні і духовні втрати в роки Другої світової війни, постали масштабні завдання підняти з руїн матеріальну культуру, залікувати рани духовності та цивілізації.
Найхарактернішим для культури цього періоду стає подальший розвиток так званої «масової культури», тиражування культури «серійного виробництва», чому суттєво сприяв науково-технічний прогрес, що приніс революційні зміни у сфері ЗМІ (зокрема бурхливий розвиток телебачення, радіо, звукозапису, кіно). На відміну від комуністичних країн, де масова культура жорстко регламентувалася ідеологічними настановами компартії, в капіталістичних країнах її розвиток був тісно пов'язаний з комерційною індустрією розваг.
У той же час демократизація культури, її «серійність», породжує певні специфічні проблеми для функціонування культури. Відбувається процес відчуження культури, що породжує в надрах масової культури феномен контркультури — субкультури протестного, бунтівного напрямку. У другій половині XX століття такою контркультурою стає рок.

## Перші кроки рок-музики
Початком рок-музики є поява рок-н-ролу що увібрав у себе риси блюзу, ритм-енд-блюзу, бугі-вугі, джазу і кантрі.
Значний вплив на рок-н-рол зробили блюзові виконавці Роберт Джонсон, Ледбеллі, Мадді Уотерс. Назва «рок-н-рол» походить з пісень ґоспел-виконавців 40-х років і, бувши по суті закликом до танцю, є сексуальним закликом. Вперше вираз з'явився в пісні «Good Rocking Tonight» Роя Брауна 1947 року. У 1949 році виходить пісня «Rock And Roll» Вайлд Білла Мура.
Розвиток раннього рок-н-ролу пов'язаний в основному з американськими виконавцями, проте встановити, яка пісня або пластинка може вважатися першою в жанрі, практично неможливо. Серед можливих варіантів — сингл «Fat Man» Фетса Доміно, що вийшов 1950 року. Згідно з іншими версіями, першим рок-н-рольним записом є «Rocket 88», записана 1951 року Jackie Brenston and his Delta Cats.

### Рок-н-рол в кінці 1950-х
Серед тих, хто заклав основи рок-н-ролу як повноцінного жанру, найважливішими виконавцями є Фетс Доміно, Бо Діддлі і Чак Беррі. 
Серед інших впливових афроамериканських музикантів в жанрі рок-н-ролу слід виділити Літла Річарда, який вплинув на подальше формування гаражного року і протопанку, оскільки його манера співу й гри на піаніно була значно агресивнішою і напористішою, ніж у конкурентів.
Спочатку рок-н-рол вважався специфічною музикою, характерною тільки для афроамериканської аудиторії. Проте вже з'являлися перші білі артисти, що виконували рок-н-рол. Проривом рок-н-ролу в мейнстрим стала пісня Білла Гейлі «Rock Around The Clock». Проте титул «короля рок-н-ролу» завоював інший білий артист — Елвіс Преслі. Попри те, що його популярність і культовий статус багато в чому перевищували реальну якість його робіт якщо порівняти їх з платівками чорних колег, Елвіс Преслі став першим, хто записав рок-н-рол на одному з ними рівні (коли ді-джеї ставили його перші записи в ефір, вони спеціально попереджали, що це співає білий артист).
Іншим знаменитим білим виконавцем рок-н-ролу став Джері Лі Люїс, який отримав прізвисько «Killer» за несамовиту манеру виконання і гри на піаніно. Трохи пізніше стала з'являтися м'якша форма «білого» рок-н-ролу, пов'язана перш за все з іменами Бадді Голлі й Everly Brothers.

### Рокабілі
На основі синтезу рок-н-ролу і кантрі (особливо його південного різновиду — хіллбілі) з'явилася особлива течія рок-музики — рокабілі. Найвідоміші її представники в 1950-х — Еді Кокрен, Джин Вінсент і Карл Перкінс. Серед перших зразків рокабілі виділяються деякі ранні записи знаменитого кантрі-співака Джонні Кеша. Чималий вплив на жанр зробили перші сингли Чака Беррі («Maybellene») і Елвіса Преслі («Thats All Right (Mama)»). Музика рокабілі знов стала популярною в 1980-х роках. Серед представників нео-рокабілі — Stray Cats, The Cramps, Heavy Trash.

### Рок-н-рол в Англії
Хоча, аж до появи біт-музики, Англія в області рок-музики не могла скласти Америці ніякої конкуренції, перші рокзаписи стали з'являтися тут вже в 1950-х роках. Якщо в Америці рок-н-рол розвивався в тісному зіткненні з кореневими жанрами блюзу і кантрі, то на англійський рок-н-рол справив найбільший вплив скіфл, зокрема, один з відомих виконавців скіфла Лонні Донеган. Першими виконавцями рок-н-ролу, які змогли змагатися в англійських чартах з американськими виконавцями, стали Кліф Річард і The Shadows. Перший англійський рок-н-рольний хіт — «Move It» Кліфа Річарда. Серед скіфл-гуртів, що з'явилися у той час, був і перший гурт Джона Леннона The Quarrymen.

## Рок-музика 1960-х років

### На межі десятиліть:Серф

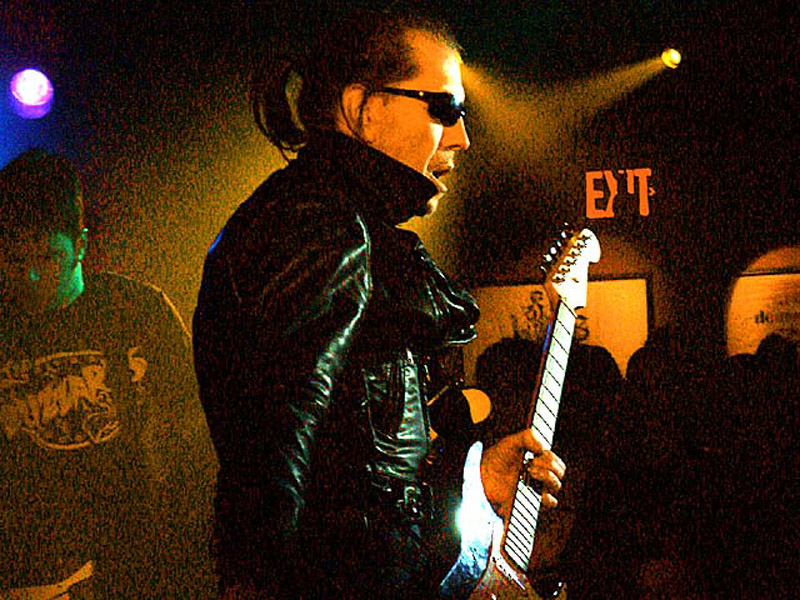
Лінк Рей

1957 року записана композиція «Rumble» гітариста Лінка Рея, в якій вперше використаний ефект фазз (англ. fuzz) на гітарі; таким чином, від цієї пісні в якійсь мірі походять всі «важкі» жанри рок-музики, зокрема, хеві метал і панк-рок.
Лінк Рей разом з Діком Дейлом і The Surfaris поклав початок новому жанру інструментального танцювального рок-н-ролу — серфу, заснованому на гавайському звучанні гітари, зазвичай з ефектом вібрато; цьому напрямку характерні також швидші темпи і деякі інновації в партії ударних. Першим серф-записом вважається «Bulldog» The Fireballs, а ключовими представниками — The Ventures, The Chantays, в Англії — The Shadows. Трохи пізніше інструментальний серф поступився місцем вокальному серф-попу, відомі представники якого, Jan and Dean і The Beach Boys, дещо уповільнили темп й додали соковитих гармонізацій; ця манера називалася «Каліфорнійським звуком». Вплив звуку серфа породив серф-рок, який суміщає традиційну рок-музику і серф-звучання; серф-рок пісні зустрічаються у безлічі виконавців.

### Перша половина1960-х
На основі ритм-енд-блюзу, рок-н-ролу і соулу не без впливу народної британської музики в Англії стали з'являтися гурти, що грали нову форму танцювальної музики — біт-музику. Серед піджанрів біта виділявся мерсібіт, типовими прикладами якого є записи Gerry & The Pacemakers, The Searchers, Rory Storm and the Hurricanes і ранні записи The Beatles. Саме The Beatles зі своїм синглом «I Want To Hold Your Hand» змогли вперше потіснити в американських чартах американських же виконавців, поклавши початок так званому «британському вторгненню» (англ. British Invasion). Паралельно з цією формою музики в Америці розвивалися місцеві стилі на основі фолка і кантрі — найважливішою з них став фолькрок.

#### Британське вторгнення

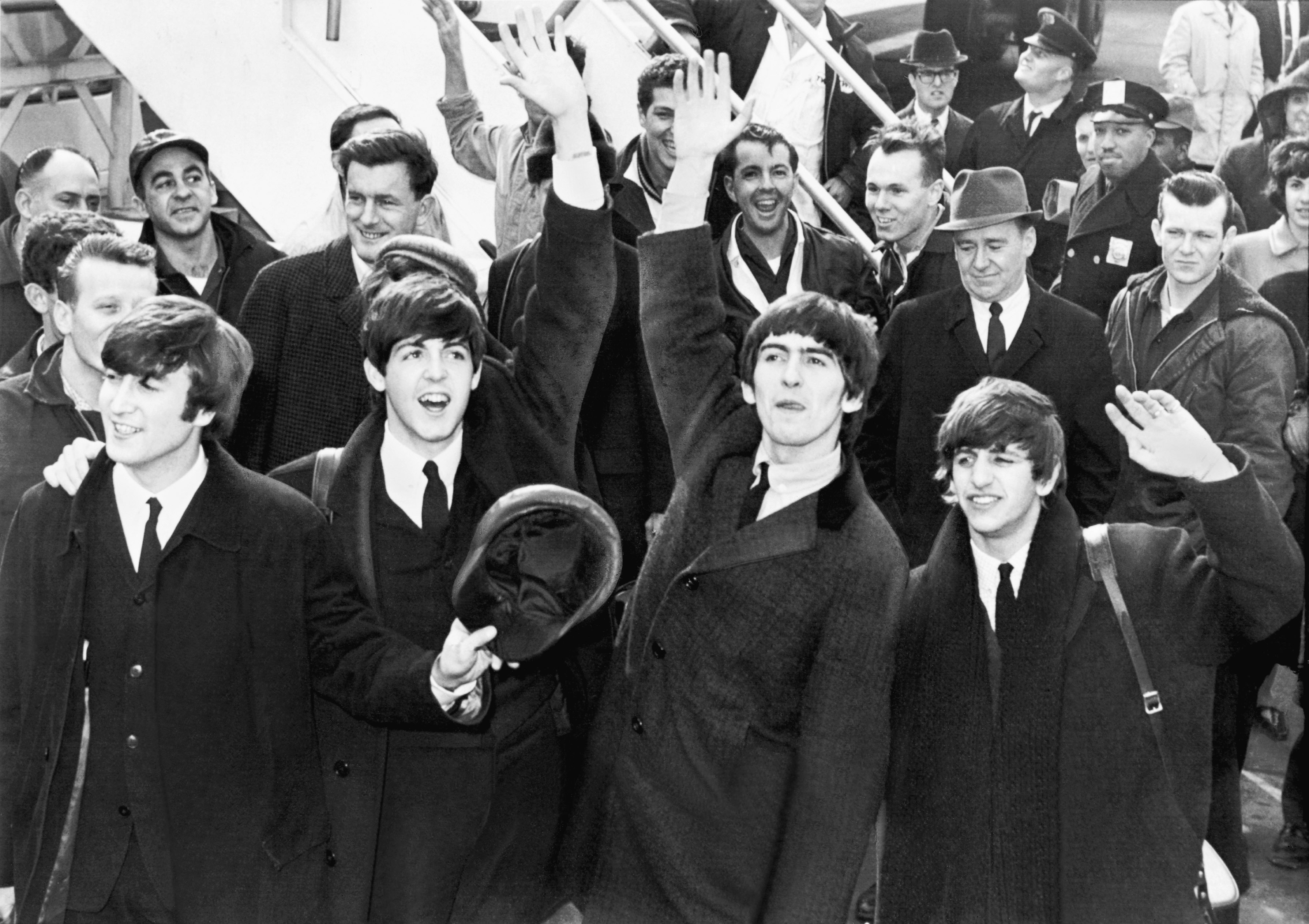
The Beatles

Терміном «британське вторгнення» прийнято називати проникнення популярної британської музичної культури на територію США. The Beatles, з успіху синглів яких і почався новий етап рокісторії, закріпили успіх «висадкою» на американський берег в лютому 1964 року. The Beatles вже в ранні роки були принципово новим явищем — вони поєднували в собі надзвичайну музична плідність і принципово новий імідж (не просто автор-виконавець з колективом, а четверо яскравих осіб, гурт, де кожен співає і кожен здатний скласти хіт). Популярність гурту The Beatles, що охопила практично весь світ (її початком можна приблизно вважати виступ на шоу Еда Саллівана 1964 року) поклала початок небувалому для того часу явищу — «бітломанії». Услід за The Beatles набули популярності і низка інших британських гуртів. Музичне життя Британії почало розвиватися, відкривалися нові музичні клуби, а біт-музика ставала все різноманітнішою.

##### Біг-біт і мерсібіт
Ряд представників «британського вторгнення» продовжували грати музику в дусі ранніх робіт The Beatles — легкий, м'який, мелодійний біт. Найуспішнішими в цьому напрямі виявилися The Searchers (що вважалися другим за значущістю мерсібіт-гуртом), Hermans Hermits, Manfred Mann, The Hollies. Також значним гуртом, який грав мелодійний біт з елементами фолка були The Zombies (їх найвідоміший хіт — «Time of the Season»).

##### Ритм-енд-блюзіблюз-рок

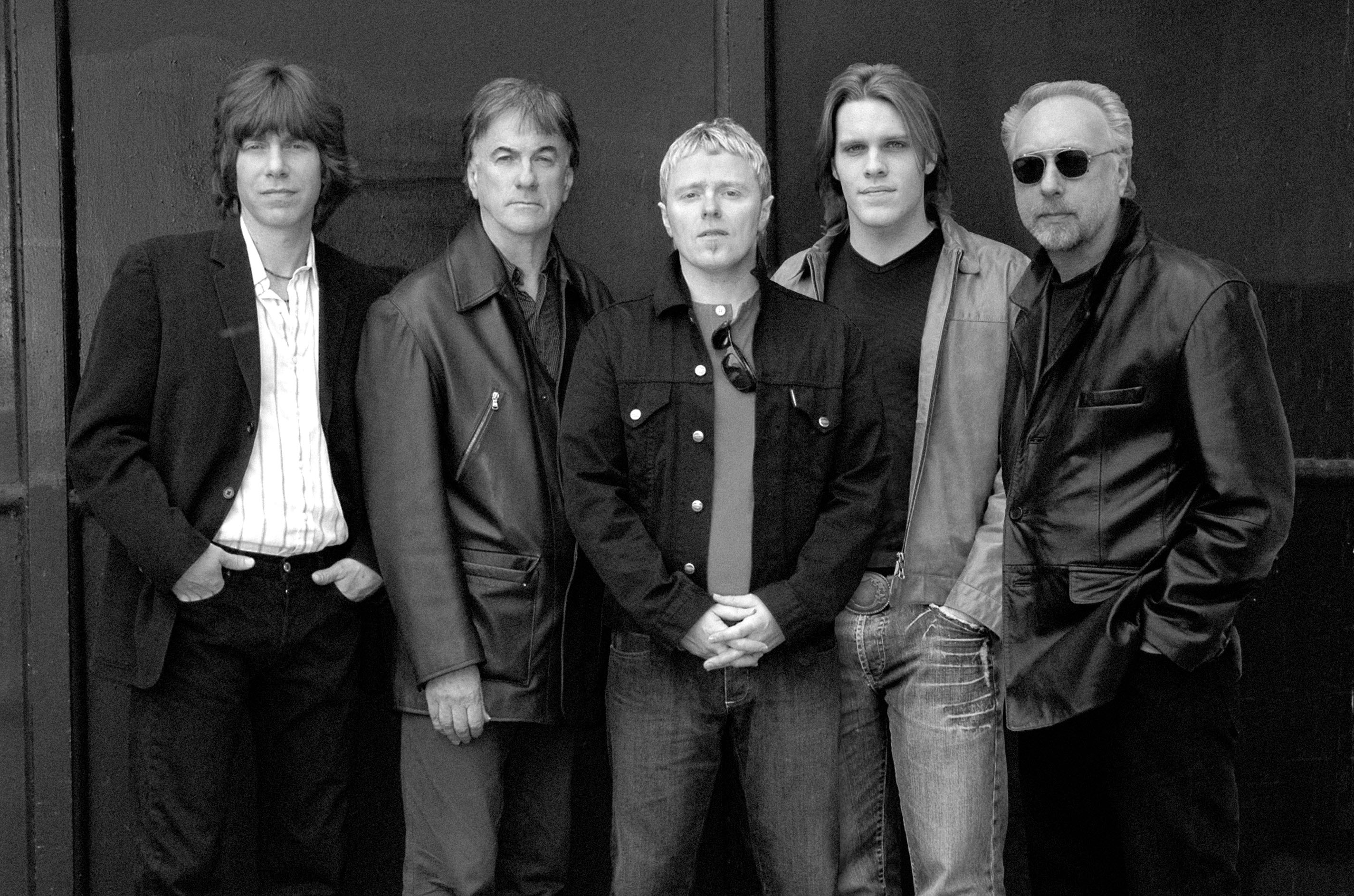
The Yardbirds

Низка гуртів «британського вторгнення» більшою мірою, ніж інші, підпали під вплив ритм-енд-блюзу. Зокрема, з виконання ритм-енд-блюзу починали The Yardbirds. На початку існування гурту в його складі був гітарист Ерік Клептон, який швидко покинув колектив; на зміну йому прийшов Джеф Бек, якого своєю чергою змінив Джиммі Пейдж. Всі троє лід-гітаристів, що пройшли через Yardbirds, стали першим поколінням «гітарних героїв» — гітаристів, що вийшли на передній план, які привертали все більшу увагу й мали власних шанувальників.
Сильного впливу ритм-енд-блюзу зазнали також The Animals, які використовували як сольний інструмент орган. Вони записали кавер-версію народної пісні «House Of The Rising Sun», що стала однією з найчастіше виконуваних пісень у рок-музиці.
Проте найвпливовішим гуртом, що виник на основі ритм-енд-блюзу і впродовж всієї своєї кар'єри повертався до блюзових коренів, стали The Rolling Stones. Їх імідж був значно агресивнішим, «бруднішим», ніж у The Beatles і мерсібіт-гурт; звучання і проблеми, що вони підіймали в піснях, також демонстрували новий підхід до музики.

##### Поява жорсткої музики

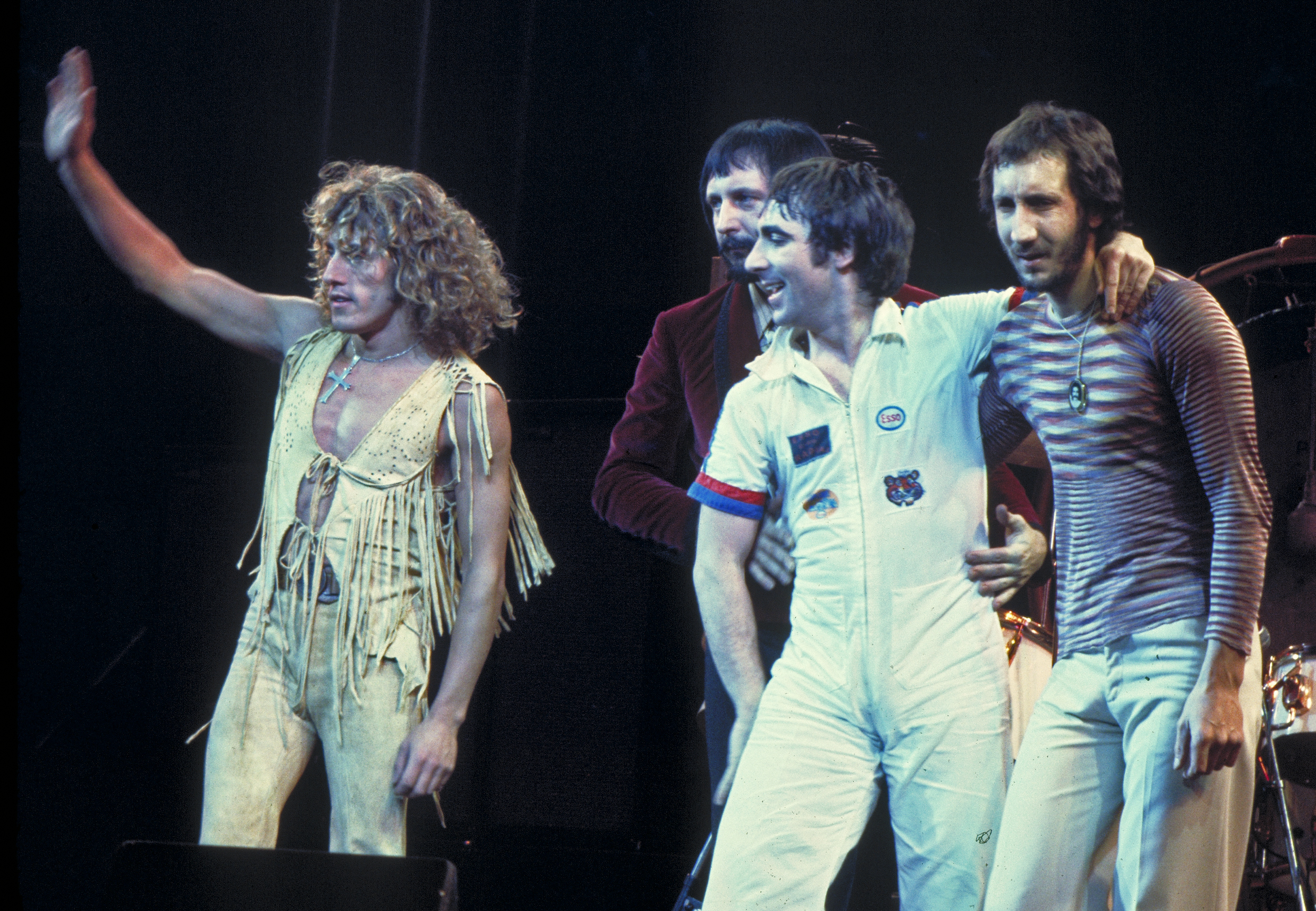
The Who у 1975 році

Хоча The Rolling Stones, зокрема, їхній хіт «(I Can't Get No) Satisfaction» звучали для свого часу і на фоні мерсібіту незвичайно важко, «важка» музика і класичний рок взагалі традиційно беруть початок з синглу гурту The Kinks «You Really Got Me». Тут вперше в рок-музиці використані «важкий» гітарний риф і соло фузз-гітари. Перші альбоми The Kinks вирізнялися, разом з обваженим біт-саундом, також гостросоціальними текстами. Ідеологічно вони стали одними із засновників субкультури модів (найпопулярніша вона була в середині 1960-х, прийшовши на зміну тедді-боям).
Головними ідеологами руху модів став гурт The Who. Перші їх два альбоми є одними з найжорсткіших записів свого часу, а на сцені вони відрізнялися скаженою енергетикою і тим, що вперше стали трощити на сцені гітари. Також The Who вважаються одними з першопрохідців використання нойза і фідбека в рок-музиці, а деякі їх тексти були досить вільними для свого часу. До музики The Who вперше був застосований термін павер-поп.
Серед ідеологів мод-руху варто також згадати The Pretty Things і The Small Faces. Ці гурти грали жорсткий варіант ритм-енд-блюзу, нерідко з гостросоціальними текстами.
Нарешті, осібно серед британських першопрохідців жорсткої музики стоять The Troggs — серед усіх гуртів британського вторгнення вона була найближчою до гаражного року.

#### Поява фолкроку
Хоча за часів піку «британського вторгнення» місцева музика в Америці була витиснена з хіт-парадів, тут продовжувала розвиватися власна роксцена. На основі звучання вокальних фолькгуртів і фольквиконавців 1930-1950-х років (не без впливу блюзу) створювали свою музику фольквиконавці початку 60-х, впливовим з яких був Боб Ділан. Він наочно продемонстрував своєму поколінню, що в популярній музиці можна говорити не тільки про любов чоловіка і жінки, але зачепити й множину інших тем, зокрема філософських і соціальних.
1965 року The Byrds поклали початок власне фолькроку — з вокальними гармоніями на основі ідей фолькових вокальних гуртів і ущільненим в порівнянні з акустичними фольквиконавцями гітарним саундом. Характерним для фолькроку був також соціальний підтекст пісень. 1964 року Боб Ділан також перейшов від акустичного до фолькрокового звучання, ставши знаковою фігурою рок-музики і записавши одну із знаменитих рокпісень «Like A Rolling Stone». Buffalo Springfield стали другим по значущості фолькрок-гуртом Америки, поклавши початок кантрі-року. Чималий внесок в розвиток жанру внесли Ніл Янг, Simon & Garfunkel, Джоні Мітчелл.
У Британії з'явилася також своя фолькроксцена, представниками якої є Fairport Convention, Steeleye Span, Lindisfarne, Pentangle. Їх стиль також прийнято називати електрік-фольк; мотиви британської фольклорної музики тут поступово стали переважати над американським корінням. Одна з гілок розвитку електрік-фолька, засновником якої є Алан Стівелл, поклала початок кельтському фольку.

##### Американський попрок
На основі фолькрокового саунда в Америці 1965–1966 роках став формуватися ранній попрок, найважливішими представниками якого стали The Lovin Spoonful, The Turtles, The Grass Roots, The Mamas And The Papas (останні вважаються одними з впливових вокальних попгуртів 1960-х). Попрок був гармонійно і музично орієнтований на фолькрок, але не без впливу серф-попа (в основному The Beach Boys).

### Гаражний рок
Крім тієї музики, яка потрапляла в чарти і на телебачення, на початку — в середині шестидесятих почав розвиватися й своєрідний андерграунд: гурти, котрі репетирували найчастіше в гаражах і записували брудні й галасливі платівки. Не всі представники гаражного року орієнтувалися на жорстку музику, проте найбільш безкомпромісні з них вважаються першими прото-панк-музикантами. Багато хто з представників гаражного року не випустив навіть одного повноцінного альбому, тому вийшли й продовжують виходити серії збірок, присвячені гаражу, які містять сингли, живі записи й інші рарітети; найвідоміші з них — Nuggets, Pebbles.

#### Витоки гаражного року
Думки з приводу того, яку пісню вважати першою в жанрі гаражного року, розходяться. Серед варіантів — «Rumble» Лінка Рея, «Jenny Lee» Jan and Dean, «Dirty Robber» The Wailers. Серед попередників прото-панка слід назвати і Літл Річарда, і Джеррі Лі Льюіса. 1962 року записується головний гаражний стандарт — «Louie Louie» The Kingsmen (кавер-версія забутого рок-н-ролу 1956 року, яку трохи раніше популяризував у вузьких кругах The Wailers), що стала однією з найпереспівуваніших пісень в рок-музиці й особливо в альтернативному року.

#### Розквіт гаражного року
З початком британського вторгнення гаражні рокери Америки отримали зразок для наслідування — британські гурти. Розквіт гаражного року припадає на середину десятиліття. Серед ключових гуртів напряму — The Sonics, що записували божевільний рок-н-рол з гранично обваженою гітарою, і саксофоном, The Seeds, що грали м'якшу музику з використанням органу, а також The Standells, Kenny and the Kasuals, The Music Machine, The Knickerbockers. Зрідка окремі пісні гаражних гуртів ставали хітами: так сталося з «Psychotic Reaction» Count Five, «96 Tears» ? And The Mysterians, «Dirty Water» The Standells. Окремо серед гаражного року стоїть Monks — гурт, чиє оригінальне звучання (хаотична гітара, фідбек, божевільні тексти, дивні аранжування) не має близьких аналогів у 60-х роках. Загалом імідж і музика значної частини гаражних команд справили сильний вплив на подальший розвиток прото-панка і панк-рока.

#### Фрікбіт
Спорідненим стосовно гаражного року був і англійський напрям фрікбіт, представлений гуртами The Primitives, The Faires, The Misunderstood. Він став свого роду андерграундною реакцією на «бітломанію» і «британське вторгнення», а звучання фрікбіта було близьким до гаражного року, але з великим впливом біта і мод-культури.
Серед інших регіональних гаражних сцен примітною була японська. Вона отримала назву «Group sounds».

### Середина 1960-х: початок інновацій в рок-музиці

#### Поява психоделічного року
В кінці 1965-го — 1966-му роках в США почав формуватися новий музичний жанр — психоделічний рок. Основою для нього стали, з одного боку, музичні пошуки гаражних гуртів, з іншого боку — розвиток фолькроку. Термін вперше був застосований по відношенню до фолькового гурту Holy Modal Rounders; однією з перших гаражних психоделічних команд (і першою, яка використала слово «psychodelic» в назві альбому) стали The 13th Floor Elevators; першим психоделічним хітом прийнято вважати «Eight Miles High» The Byrds. Основами зростання психоделічної культури стали розвиток субкультури хіпі і наркотики (перш за все галюциногени) — зокрема, ЛСД, мескалін і навіть марихуана. Характерними для жанру стали «містичні» звучання і тексти пісень і, нерідко, філософія хіпі (зокрема ідеали любові і пацифізм).
Однією з передумов формування психоделічної культури Британії стало розповсюдження елементів індійської (рага) й іншої етнічної музики серед гуртів британського вторгнення. Вперше індійські мотиви були використані The Yardbirds і трохи пізніше розвинені The Kinks. Вперше використовували індійський інструмент ситару в записах The Beatles, пісні яких і стали найвідомішим випадком використання індійських мотивів у психоделічному року.
В цілому ранній британський психоделічний рок відрізнявся меншим, як порівняти з американським, впливом фольку, він розвивався продовжуючи традиції британської рок-музики і попроку. При рівній увазі до експериментів зі звуком (у чому гурти по обидві сторони Атлантики влаштували негласне змагання), для ранньої британської психоделії менш характерною була імпровізація.

#### Інші інновації
Відштовхуючись від музичних ідей психоделічного року, Френк Заппа 1966 року заклав своїм дебютним альбомом основи рокавангарду — експериментальної музики, нерідко з сатиричним або навіть антисоціальним підтекстом.
Для британської музики того ж часу були характерні інновації в області попроку. The Kinks, відійшовши від жорсткого гітарного звучання, прийшли до поп-рок-музики з сильним впливом мюзик-холу і без елементів психоделії, яка отримала назву брит-поп і відродилася в 1990-х роках. Елементи ідей The Kinks використовували багато гуртів британського вторгнення. 1965 року The Beatles також пішли шляхом вдосконалення свого раннього звучання. Їх роботи 1965—1966-х років поєднували елементи ранньої психоделії, брит-попу і біту; при цьому аранжування не були строго прив'язані до складу гурту, який почав активно використовувати студійні можливості. Ці роботи стали одним з еталонів поп-рок-музики.

### Друга половина 1960-х. Розквіт класичного року
Хоча чіткого розділення музики 1960-х років на декілька пластів не існує, саме період з 1966 по 1969 роки прийнято вважати часом найбільшого розквіту так званого «класичного року» — цей умовний термін включає всі основні напрями музики 1960-х, починаючи з «британського вторгнення» (у широкому сенсі він включає також хеві-метал і артрок 1970-х). 1967 рік традиційно вважається найкращим роком в історії рок-музики — роком, коли з'являлися найбільші твори в жанрі попроку, психоделічного року, брит-попу, блюз-року, й одночасно вже розвивався ранній музичний андеграунд.
В рок-музиці кінця 1960-х особливо яскраво виявилися характерні для 1960-х років тенденції до збільшення її ролі в суспільстві: вона вже була не просто засобом, але й феноменом контркультури. З рок-музикою пов'язаний рух хіпі в Америці, а також Молодіжна революція в Європі. Музика стала нерозривно пов'язана з суспільним протистоянням навколо війни у В'єтнамі.
Певною мірою музика 1966—1969 років заклала основи для всіх подальших досягнень рок-музики.

#### Розквіт психоделічного року

##### Загальні риси

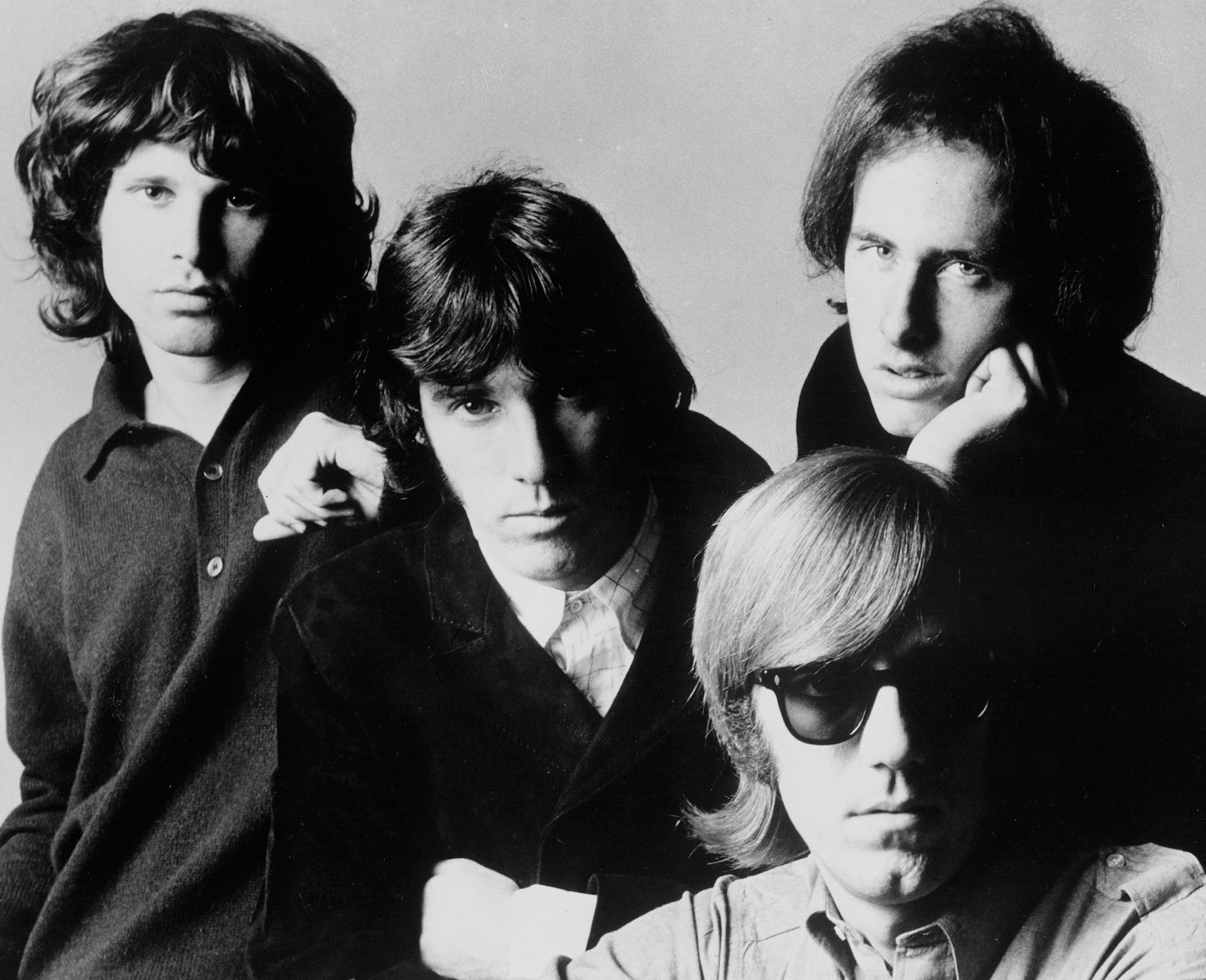
The Doors

Психоделічна музика стала головним символом рок-музики кінця 1960-х і основою для більшості музичних інновацій того часу. До 1967 року жанр остаточно сформувався, і так або інакше з ним стикалися всі (за рідкісним виключенням) головні рок-гурти того часу. Метою саунду психоделічного року стала спроба виразити наркотичні враження музичними засобами. Психоделічна культура США ще міцніше зрослася з субкультурою хіпі, для британської була характерною менша імпровізація. Апогеєм американської психоделії кінця 1960-х став легендарний фестиваль у Вудстоці, що почався 15 серпня 1969 і отримав назву «Три дні миру і музики».

##### Американський психоделічний рок
В американській психоделії більшою чи меншою мірою виявлявся вплив її витоків — фолькроку (у загальному звучанні) і гаражного року (у експериментальності і імпровізації). Низка значних гуртів зберегли тісніший зв'язок із фолькроком. Перш за все, це «Love» — перший «білий» гурт з афроамериканцем в складі і один з перших колективів хіпі-сцени, що з'явилися на значному лейблі. Проте, популярнішими надалі стали також близькі до фолькових витоків Jefferson Airplane.
Однією з впливових американських колективів були The Grateful Dead, звук яких був ближчим до ритм-енд-блюзу, проте відрізнявся наявністю елементів безлічі інших стилів — фольку, джазу, кантрі. Вони знамениті завдяки унікальним «живим» виступам, які перетворювалися на довгі гіпнотичні джеми. Гурту The Doors вдалося стати не лише музичним явищем, але й культурним феноменом. У їх саунді відсутній бас. Вони зробили наголос на гіпнотичних органних партіях і (меншою мірою) оригінальних гітарних партіях. Проте популярності The Doors багато в чому сприяла унікальна харизматична особа й глибока лірика їх лідера Джима Моррісона.
Низка провідних психоделічних артистів орієнтувалися на «чорну» музику — ритм-енд-блюз, соул, блюз-рок. Соул сильно вплинув на Дженіс Джоплін, володарку унікального «блюзового» голосу, яка записала ряд альбомів з різними складами (зокрема Big Brother & the Holding Company). Ще важливішим явищем у рок-музиці стала творчість Джимі Гендрікса, якого багато хто вважає найвидатнішим гітаристом в історії рок-музики. Його музика орієнтована, з одного боку, на психоделію, з іншої — на гранично обважений блюз-рок. Протяжні, пристрасні, віртуозні соло Джиммі Хендрікса відкрили нові можливості для використання гітари в рок-музиці, а його саунд був вже зовсім близький до хардроку.
У другій половині 1960-х відішли від серф-попу The Beach Boys, які стали одним із знакових гуртів американської психоделії. 1969 року завдяки Вудстокському фестивалю здобув популярність гітарист Карлос Сантана, який став засновником особливого жанру, — латино-року. Продовжував розвиватися й гаражний психоделічний рок (гурти The Electric Prunes, Tomorrow, Strawberry Alarm Clock).

##### Британський психоделічний рок

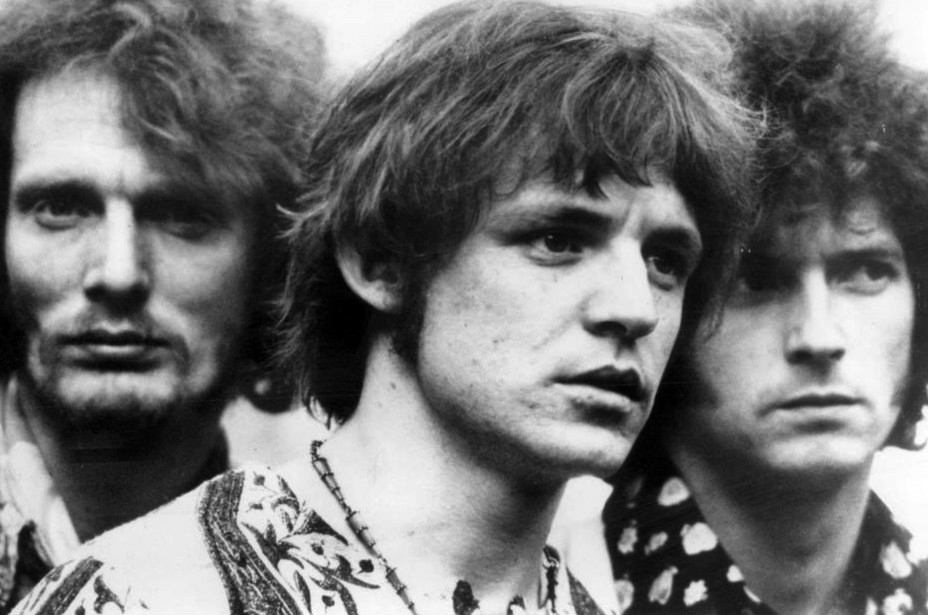
Гурт Cream

На відміну від американського, британський психоделічний рок розвивалася шляхом не стільки появи нових гуртів, що йшли за цією течією, скільки експериментів провідних колективів «британського вторгнення».
The Beatles випустили концептуальний альбом «Sgt. Pepper's Lonely Hearts Club Band», що став одним з найвпливовіших у рок-музиці взагалі. Для цього і наступного релізу The Beatles, крім елементів психоделії в музиці, були характерні своєрідні, нерідко фантасмагоричні тексти. Багато інших британських гуртів також випустили цікаві психоделічні (нерідко концептуальні) роботи — серед них The Who, The Yardbirds, The Hollies. Менш вдалим вийшов психоделічний експеримент The Rolling Stones. 1968 року The Pretty Things записали першу в історії рок-оперу — психоделічний альбом «S.F.Sorrow». Шотландський виконавець Donovan виконував м'який психоделічний рок з впливом фольку. Утворений 1966 року гурт Cream тяжів до важкого звучання на основі блюз-року з елементами психоделії, й іноді Cream, а не Led Zeppelin, називають першим гуртом хеві-металу.
Проте в Англії формувалася й нова чисто психоделічна сцена, хоча багато цікавих її представників не добилися широкого визнання — серед них Traffic, The Nice, Tomorrow, High Tide.
Найзнаковішим англійським психоделічним гуртом стали Pink Floyd; для їх психоделічних робіт характерні своєрідний гітарний саунд, незвичайні музичні структури, покликані передати відчуття ЛСД-тріпу.

#### Андеграундна музична культура

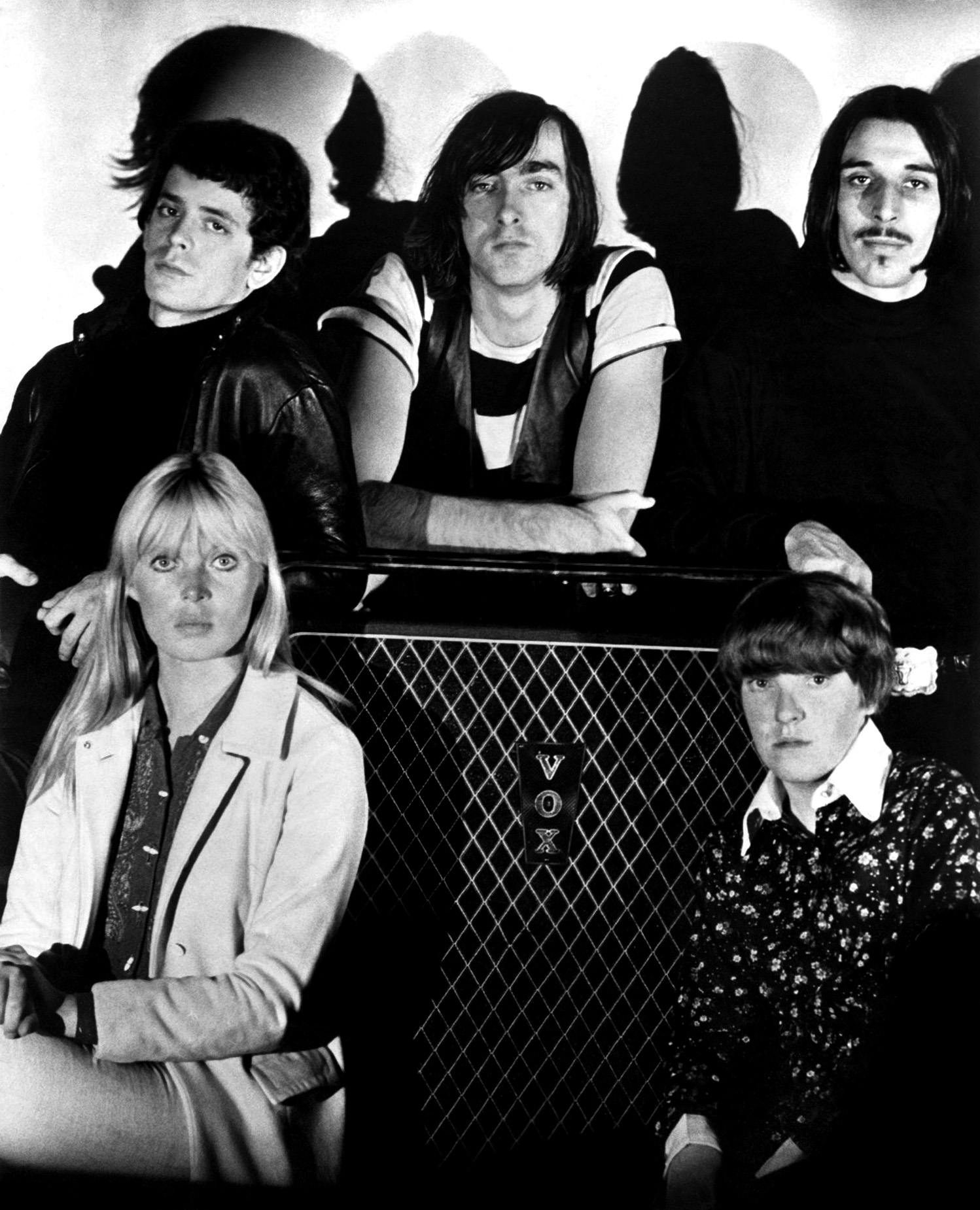
Гурт The Velvet Underground

Хоча спочатку психоделічний рок був близьким до гаражного, до моменту розквіту культури хіпі на основі пошуків гаражних гуртів уже сформувалася альтернативна музична культура.
Одним з найбільш значних і впливових гуртів 1960-х стали The Velvet Underground. Їх музика та ідеологія 1966—1967-х років були відверто протилежні ідеалам хіпі. Випущений мізерним тиражем дебютний альбом гурту з тягучими, похмурими піснями і текстами, присвяченими безстороннім і «крамольним» для того часу темам, фактично поклав початок всьому напряму альтернативного року. На другому альбомі Velvet Underground заклали основи використання нойзу й фідбеку в музиці. Надалі гурт став записувати м'якшу музику, проте успіх і визнання прийшли до них вже значно пізніше.
Розвивався і рокавангард, лідером якого, крім Френка Заппи, став його друг Captain Beefheart, музика якого була більш наближеною до блюз-року. Серед помітних авангардних артистів — гаражний гурт The Fugs. Своєрідний внесок до розвитку авангардної музики вніс дівочий колектив The Shaggs, якого вважають «найкращим з найгірших гуртів в історії року».
Розвиток гаражного року, а саме його найжорсткішого напряму — прото-панку, привів до появи в кінці 1960-х найбільш агресивних і важких його представників, що вже впритул наблизилися до панк-року. Це гурти «детройтськой школи» гаражного року — MC5 і The Stooges, чиї альбоми були жорсткими, похмурими і відкрито протистояли музичному мейнстриму. Лідером The Stooges був Іггі Поп, котрий пізніше прославився і як сольний артист.
Всі андерграундні артисти другої половини шестидесятих — Captain Beefheart, MC5, The Stooges, Velvet Underground — зробили величезний вплив на подальший розвиток панку і альтернативного року.

#### Кінець десятиліття
Багато гуртів «британського вторгнення» до кінця десятиліття вже припинили активну творчу діяльність або ж просто не представляли ніякого інтересу. Проте найзнаковіші ансамблі шестидесятих продовжували розвиватися. Свої найкращі роботи в жанрі ритм-енд-блюзу записали в кінці десятиліття The Rolling Stones. Ранній павер-поп The Who відійшов від канонів прото-панка і записав одну з перших рок-опер «Tommy». Розвивалися The Kinks, The Pretty Things. The Beatles розпалися 1969 року, після запису ще декількох значних попрокових пластинок.
Продовжують розвиватися музичні напрями, що зародилися ще в першій половині 1960-х. Так, з'являється низка відомих гуртів орієнтованих на блюз: Free (утворений за участю ведучого британського ритм-енд-блюз-виконавця Алексіса Корнера), Fleetwood Mac, основу якого становили музиканти, що працювали з іншою «іконою» ритм-енд-блюзу — Джоном Мейоллом. Продовжується розвиток фолькроку: вдалі пластинки записує фолькрок-гурт з сильним впливом ритм-енд-блюзу Creedence Clearwater Revival; виходять перші роботи англійського фолькгурту Jethro Tull з своєрідним, заснованим на використанні флейти звучанням. Цікаві пластинки в жанрі попроку створюють The Move. 1967 року починає свою кар'єру знаменитий співак Леонард Коен.
1969 року з'являються перші представники нових жанрів — хеві-металу й артроку. Саме появу і розквіт цих жанрів можна вважати закінченням епохи 1960-х у рок-музиці і початком 1970-х.

## Рок-музика 1970-х років

### Нові жанри рок-мейнстриму
З початком 1970-х років багато жанрів, що були популярними в 1960-х роках, відходять на другий план. Найбільшим комерційним успіхом починають користуватися нові жанри — в першу чергу хардрок (ранній метал), прогресивний рок (артрок) і глем-рок — хоча останній є дуже широким музичним напрямом. Ряд жанрів (наприклад, брит-поп, попрок, фолькрок) відходять на задній план або піддаються значним змінам.

#### Виникнення і розвиток хард-року

##### Формування жанру
Ряд гуртів, які намагалися на основі блюз-року створити «важкий» гітарний звук, вже в другій половині 1960-х заклали основи стилю, що отримав назву хард-рок.
Серед головних передвісників хард-року в 1960-х роках — ранні The Kinks, The Who, пізніше — The Yardbirds, Cream і Джимі Гендрікс. Впритул наблизилися до основ жанру й інші менш відомі гурти другої половини 1960-х — Iron Butterfly, Blue Cheer. Так само дуже важливу роль в становленні жанру зіграли різні колективи гаражного року, що підхопили ідею «важкого» гітарного звучання.
Так чи інакше, основні канони жанру вже були сформовані: це важкий гітарний риф (коротка музична «фраза», що повторюється, підтримує ритм-секцію) в основі пісні, електрогітара як основний інструмент (іноді також клавіатура), довгі сольні партії, злагоджена робота ритм-секції.

##### Розвиток жанру
Першим альбомом хардроку вважають дебютну пластинку гурту Led Zeppelin 1969 року. Саме на цьому альбомі колектив остаточно вийшов за рамки важкого блюзу і вивів подібну музику на принципово новий рівень. Для Led Zeppelin характерний украй високий рівень виконавської майстерності: віртуозна гітара та бас, могутні ударні, драматичний вокал. Надалі Led Zeppelin нерідко експериментували, вводячи в свою музику елементи фольку, класичної музики, регі, фанку.
Іншим найважливішим гуртом жанру стали Black Sabbath. Їх музика відрізнялася від Led Zeppelin похмурішими, тягучими рифами й «інфернальною» тематикою текстів, що зрештою більше вплинула на формування стоунер-року і дум-металу, дещо меншою мірою — хеві-металу 1980-х, а також на грандж і альтернативний рок.
Серед перших яскравих зірок жанру — Deep Purple, які починали в жанрі психоделії, але в 1970-х вони змістили акценти в бік хардроку з віртуозними гітарними й клавішними соло, характерними для прог-року елементами класичної гармонії та меншим, ніж у Led Zeppelin, впливом блюзу.
Помітно вплинули на розвиток жанру також гурти Grand Funk Railroad, Nazareth, Scorpions, Rainbow, Black Widow. Uriah Heep зробили спробу схрестити хеві-метал з симфонічною музикою; Montrose і Mountain орієнтувалися на блюз-рок. Представниками піджанру південний рок, орієнтованого на блюз і кантрі, були Lynyrd Skynyrd. До середини 1980-х років хардрок в чистому вигляді практично зник, трансформувавшись в хард-н-хеві (ближчий до металу 1980-х жанр) звучання якого з середини 1970-х років формували такі гурти, як ранні Judas Priest, Mötley Crüe і (меншою мірою) AC/DC. На відміну від Led Zeppelin, всі ці колективи, модернізувавши свій саунд відповідно до нових віянь хеві-металу 80-х, продовжували існувати й пізніше.

#### Прогресивний рок

##### Витоки жанру
Перші спроби схрестити рок з класичною музикою відбувалися вже в другій половині 1960-х років, здебільшого в психоделічному року. Джазові гармонії намагався використовувати Френк Заппа, симфонічні елементи використовували британські психоделічні гурти Procol Harum (зокрема в знаменитому синглі «A Whiter Shade Of Pale») і Moody Blues (а також The Beatles). Використовувати ускладнені музичні форми намагалися багато психоделічних музикантів (The Doors, ранні Pink Floyd). На формування принципів жанру вплинула поява в 1967–1968 роках безлічі концептуальних альбомів, а також збільшення кількості інструментів, які могли бути використані в роккомпозиції. Відправною точкою прогресивного року (синонімом цього терміну є артрок) прийнято вважати випуск дебютного альбому King Crimson «In the Court of the Crimson King»; окрім нього часто пропонують «The Aerosol Grey Machine» Van Der Graaf Generator, «Days of Future Passed» The Moody Blues.

##### Розквіт прогресивного року
З часом багато гуртів стали намагатись ускладнювати структури композицій, їх тривалість, мелодійну побудову, аранжування, будувати музику за канонами класичної музики. Поезія ансамблів прогресивного року стала тяжіти до філософських або фантастичних тем, нерідко вона протистояла вже «неактуальному» для рок-музики оспівуванню ідеалів любові та братерства на користь похмурих, жорстких тем.
Продовжували створювати якісні артрокпластинки King Crimson. У першій половині 1970-х років відішли від психоделічного року Pink Floyd, що записали декілька еталонних альбомів в стилі мелодійного, медитативного прогресивного року. Pink Floyd стали одними із засновників стилю спейс-рок — «неземної», космічної рок-музики (Hawkwind, Be-Bop Deluxe, Gong, Eloy, Angels and Airwaves).
Іншу гілку розвитку прогресивного року представляв гурт Genesis, чиї складно побудовані композиції, епічні тексти і особлива увага до змісту лірики стали головним джерелом натхнення для колективів нео-прог-року 1980-х.
Одним з найвизначніших гуртів напряму вважають Yes, для якого характерні динамічні контрасти і незвичайно високий рівень виконавської майстерності всіх учасників. Музику гурту Emerson, Lake & Palmer, який часто обробляв твори класичної музики, разом з Yes також іноді визначали терміном техно-рок (флеш-рок), для якого були властивими швидкі, технічно складні партії.
Деякі прог-гурти вводили в свою музику елементи фолькроку. Одним з перших подібних гуртів стали Jethro Tull, в 1970-х роках що перейшли до прогресивного року від блюз-року. Виник піджанр прогресив-фолк, представники якого (Amazing Blondel, Mellow Candle, Ithaca, Gryphon) використовували, крім власне фольку, елементи музики епохи Відродження.
Особливим піджанром став симфо-рок, в якому до традиційного складу рок-гурту додалися скрипки й струнні. У цьому жанрі працювали гурти Kaipa, Emerson, Lake & Palmer, Sky. Відомою командою напряму стала Electric Light Orchestra (полегшена музика, до якої вони перейшли пізніше, має назву симфо-поп).
У 1974–1976 роках прогресивний рок досяг найбільшого комерційного успіху.

##### Регіональні сцени
Крім британської, поступово розвивалися і регіональні прог-фатальні сцени. В першу чергу це стосується Італії й Франції. Італійський прог вирізнявся яскравою мелодійністю й експресивністю; відомий гурт — Premiata Forneria Marconi. В особливий піджанр виділився Кентербері-саунд («кентерберійськая сцена») — товариство авангардних і прог-рок музикантів (головні колективи — Soft Machine, Caravan, Gong).

##### Краут-Рок
Німецька прог-роксцена, така, що отримала назву краут-рок, стала найбільш важливою і своєрідною серед європейських прог-фатальних регіональних сцен. Ґрунтуючись на ускладненому психоделічному року, краут-рок узяв набагато менше елементів з класичної музики, але потрапив під значний вплив німецького музичного авангарду середини XX століття (зокрема Карлгайнц Штокгаузен). Для музики були типові ритм пульсу і застосування синтезаторів, що дозволило краут-року стати одній з основ розвитку електронної музики. Цей стиль увібрав у себе елементи джазу (Can), етнічної музики (Popol Vuh). Серед інших значних гуртів — Amon Düül II, Neu!, Guru Guru, Faust.
Один з найвпливовіших колективів першої половини 70-х, Kraftwerk, що вийшов з краут-року, заклав основи всієї подальшої електронної музики, починаючи з диску 1974 року «Autobahn». Фактично саме Kraftwerk стали перехідним щаблем від рок-музики до нового музичного піджанру, що надалі віддалився від власне року, проте став величезною частиною музичної індустрії. Краут-рок загалом (і, зокрема, Can і Faust) значно вплинув на розвиток альтернативного року і пост-року. Впливовим продюсером краут-року, що розробив якоюсь мірою його звучання і форму, був Конні Планк.

#### Джаз-рок
Паралельно з розвитком прог-року набував розвитку близький стиль — джаз-рок (джаз-ф'южн). Одні гурти спиралися на звучання біг-бендів, інші — на фрі-джаз. Найпопулярнішими гуртами напряму стали Mahavishnu Orchestra, Weather Report, Return To Forever, Brand X. Одним з піонерів стилю також був Френк Заппа. Експериментували з джаз-роковим звучанням і джаз-музиканти (зокрема, Майлз Девіс).

#### Глем-рок
Для хеві-металу і прог-року була нерідко характерна пихатість, патетичність, монументальність музики. Протилежністю цим напрямам став глем-рок, що з'явився на початку 1970-х років у Великій Британії, який і продовжив справи гаражного року в царині музичного пошуку, експерименту, і, з іншого боку, спрощеності музики, вірності духу рок-н-ролу, а не академічним експериментам. При всіх відмінностях в музиці, для глем-року характерна єдина загальна риса (яка і дала назву напряму) — яскравий, химерний грим, театралізованість сценічного дійства, ефектне, барвисте шоу, музику, що супроводжувало, андрогінний імідж. Глем-рок поділяють на декілька умовних піджанрів: рок-н-ролльний глем, металевий глем та інтелектуальний глем.

##### Рок-н-ролльний глем

Гурт T.Rex у 1970 році

Одним з перших представників жанру вважають Гері Гліттера, який дав жанру глем-року другу назву — гліттер-рок. Його музика походила від ритм-енд-блюзі й попроку.
Проте головною «іконою» жанру став гурт T. Rex і його лідер Марк Болан. Музика T. Rex ґрунтувалась на бугі-вугі та рок-н-ролі; в період 1970—1973 років хіти T. Rex постійно займали верхні рядки в хіт-парадах, вигідно відрізняючись від претензійних металу і прог-року. Вони вплинули на подальший розвиток панк-року і брит-попу, а фінал епохи глем-року багато хто пов'язує саме із загибеллю Марка Болана в 1977 році.
Інші колективи цього напряму — Mott The Hoople, Mud, Alvin Stardust.

##### Інтелектуальний глем
Цим терміном можна умовно позначити низку артистів, які прагнули створювати складну попмузику, високе мистецтво на основі глему. Цей напрям більш ніж інші тяжів до експерименту. Іноді цей стиль називають попарт — тобто спрощений, легший і мелодійний артрок. Втім, напрям «попарт» Енді Воргол, а також сильно вплинув на естетику глему.
Разом з T. Rex, найвідомішим і впливовішим глем-музикантом став Девід Бові. Почавши ще наприкінці 1960-х, в першій половині 1970-х він створив декілька еталонних платівок «серйозного глема». Він успішно продовжує сольну кар'єру, майже 40 років експериментуючи з новими напрямами в музиці, але зберігаючи елементи свого власного впізнаваного стилю.
Інші яскраві представники стилю — Roxy Music, ще більш пов'язана з артроком. Цікаві роботи в жанрі глему з елементами прог-року створюють Steve Harley & Cockney Rebel.

##### Важкий (металевий) глем
За своєю музичною структурою важкий глем ближчий до рок-н-ролльного, проте запозичував куди більше елементів раннього хеві-металу.
Одним з найзнаменитіших гуртів глем-року стали Queen. Перші і найважливіші альбоми гурту, що вийшли в 1970-х роках, поєднали хеві-металеве звучання і пафос (що виявлялося і в химерному зовнішньому вигляді), багатого, майже «симфонічного» звучання гітари, могутнього вокалу Фредді Мерк'юрі і елементів артроку; всі ці чинники знайшли відбиття в знаменитій композиції «Bohemian Rhapsody».
Інші яскраві представники важкого глему — Еліс Купер, Slade і The Sweet. Для цих гуртів менш характерна патетичність хард-року, вони були ближчі до рок-н-ролу і навіть гаражного року; більше того, Еліса Купера вважають одним з важливих прото-панк музикантів. Slade вирізнялися якісними попгармоніями і сильним вокалом.
Серед представників глему виділявся і важкий, з сильним впливом ритм-енд-блюзу, гурт New York Dolls, чий трансвеститський імідж не перешкодив їм стати одними з ключових фігур прото-панку першої половини 1970-х. Серед останньої хвилі хард-глему виділяються Kiss, чий доведений майже до абсурду химерний грим вплинув на становлення «хейр-металу» 1980-х.

#### Попрок і софт-рок
На основі попроку 1960-х і короткочасного явища, що отримало назву баблгам-поп (The Monkees), на початку 1970-х виникає гранично м'який і легкий («сімейний») піджанр року — софт-рок, представлений Bread, The Carpenters, Тіною Тернер.
Спорідненим цьому напряму можна вважати попрок 1970-х — він значно відрізнявся від попроку 1960-х, це м'яка, спокійна, утихомирена рок-музика, така, що отримала також назву «adult-oriented-rock» (AOR, «Рок для дорослих»). Представники цього напряму — Елтон Джон, Род Стюарт, Біллі Джоел. Високоякісні роботи в області попроку створили колишні учасники The Beatles. Іноді цей напрям називають також «мелодік-рок».
Слід також відзначити, що в першій половині 1970-х років почала активно розвиватися популярна музика — з'явилися блискучі роботи в жанрі ритм-енд-блюзу, почали розвиватися диско, регі й даб. Не будучи по суті роком, всі ці напрями так чи інакше вплинули на рок-музику надалі.

#### «Стадіонний рок»
Для більшості нових жанрів характерний творчий пошук, експериментальність. Проте була і інша тенденція — нові стилі відрізнялися більшою в порівнянні з музикою 1960-х патетичністю, масштабністю. Самі ідеї «космічного року», використання симфонічної музики, монументальність металу, химерність важкого глему припускали монументальність і у виступах. Багато в чому цій тенденції сприяла і поява особливого типу рокальбому — рок-опери. Ідеї рок-опери заклали The Pretty Things і The Who. 1970 року записується знаменита рок-опера «Ісус Христос — суперзірка».
Щоб позначити гурти, що виступали на величезних стадіонах, виник термін «стадіонний рок» (arena rock). Серед гуртів, які виконували «Arena rock», називають Journey, Boston, Styx, Foreigner.

### Зародження альтернативної музичної культури
Хоча почини Velvet Underground в першій половині 1970-х років були практично забуті, розвиток ранньої музичної альтернативи продовжувався. Саме поняття «альтернатива» формувалося як протилежність, опозиція традиційній музиці «стадіону», яка, на відміну від початку 1960-х, стала притулком для присвячених і все більш відходила від канонів традиційного рок-н-ролу.

#### Розвиток прото-панку
Таке поняття, як гаражний рок, у 1970-х роках вже не існувало, проте найвизначніші колективи «детройтської школи» продовжували існувати. Останній альбом перед довгим затишшям у The Stooges вийшов 1973 року (у 2000-х роках вони возз'єдналися і випустили новий альбом), у MC5 — 1971 (хоча музика останніх стала куди м'якшою, ніж в 1969 році). Значний внесок до розвитку прото-панку зробили глем-рокери New York Dolls, а також гурти The Dictators, Rocket From The Tombs, Richard Hell & The Voidoids, Johnny Thunders & The Heartbreakers.
Дотичною до прото-панку стала течія паб-рок — ще одна форма реакції на ускладнений, патетичний рокмейнстрим, що виражалася в спрощеному ритм-енд-блюзовому хард-році. Головні гурти напряму — Eddie & The Hot Rods, Dr. Feelgood, Ace. Паб-рок вплинув і на становлення павер-попу.

#### Поява нової хвилі
Перші паростки стилю, названого «нова хвиля» (нью-вейв) почали з'являтися в кінці 1974 — на початку 1975 років. Цей жанр формувався в тісній взаємодії з панк-роком, хоча дещо відрізнявся від нього виразними засобами: якщо навіть для прото-панків характерне жорстке, безкомпромісне звучання, агресивне і примітивне, то перші музиканти «нової хвилі» більше орієнтовані на попмузику, при цьому зберігаючи самобутність і схильність до експериментів.
Історія ранньої альтернативної музики пов'язана з легендарним нью-йоркським клубом CBGB. Саме там, вперше в 1974 році, вже виступала Патті Сміт, що в 1975 році випустила один з головних альбомів прото-панку і один з перших — нової хвилі («Horses»). Крім цього, творчість Патті Сміт послужила основою «жіночого року» (альтернативної музики з жіночим вокалом). Іншим ключовим гуртом ранньої нової хвилі стали Television, наближеніші до ритм-енд-блюзу.

#### Поява панк-року

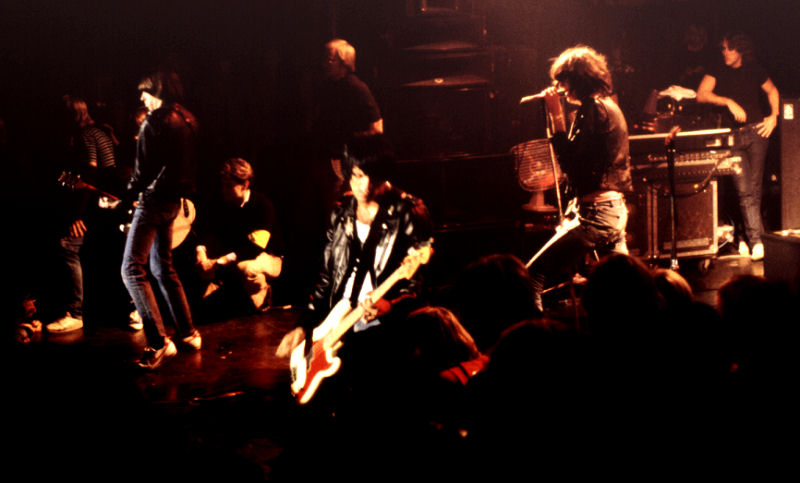
Гурт Ramones

Вже 1974 року в клубі CBGB почали виступати Ramones. Саме вони стали першим справжнім панк-рок гуртом і одним з найвпливовіших гуртів альтернативної року взагалі. Їх класичні альбоми 1970-х років, особливо перший, складалися з агресивних триакордних бойовиків із зухвало безглуздими текстами. Їх неохайний зовнішній вигляд відверто суперечив загальноприйнятим уявленням про зовнішність рокзірки. Саме з перших релізів Ramones фактично починається весь перебіг альтернативного року в тому вигляді, в якому він існував у 1970-1980-х рр.
Основою панк-року стала нігілістична, іноді антигромадська ідеологія, виражена (як правило) в швидкій, агресивній, невіртуозній манері гри; основою такого роду музики була не віртуозна виконавська майстерність, а бажання самовираження, драйв і енергетика.
Паралельно з американським панком починає розвиватися англійський: гурт The Damned першим в Англії випускає панк-рок сингл, а Sex Pistols формують ідеологію і суть панк-року. Попри музичну вторинність, Sex Pistols (багато в чому завдяки менеджменту Малькольма Макларена) заклали основи панк-ідеології. На відміну від брудного, але все-таки розважального рок-н-ролу Ramones пісні і поведінка Sex Pistols були показово антисоціальними. Зрештою дві панк-ікони — Ramones і Sex Pistols — сформували основи нового жанру, давши друге дихання рок-н-ролу.
Слід зазначити, що в становленні панк-року (і, зокрема, Ramones) зіграв значну роль легендарний діджей ВВС Джон Піл. Його діяльність з кінця 1960-х до 2000-х значною мірою сприяла відкриттю і наростанню популярності багатьох помітних колективів панк-року й альтернативного року.

### Кінець десятиліття. Розвиток панк-року і альтернативи

#### Панк-Рок
В кінці 1970-х панк активно розвивався як в Америці (як культурний феномен), так і в Англії (фактично як суспільне явище). Відбувся головний культурний перелом — панк-рок перетворив рок з музики, яку могли грати лише вибрані, в музику, яку могли грати всі. Природно, що більшість панк-рок-гуртів, що з'являлися, не представляли ані найменшого інтересу, проте серед безлічі платівок було й немало значних успіхів, своєрідних і якісних робіт.
Крім Ramones, у сфері неагресивного розважального панк-року виділявся британський гурт Buzzcocks. Buzzcocks сплітали агресивний гітарний саунд і мелодійний вокал, а в деяких піснях заклали основи постпанку. Іншим впливовим британським панк-гуртом стали The Clash. З самого початку кар'єри вони відрізнялися меншим нігілізмом, але яскравіше вираженим соціальним протестом; до 1979 року гурт відійшов від канонів традиційного панку, створивши свої найцікавіші роботи на стику з новою хвилею.
Серед інших найважливіших британських панк-гуртів — The Damned, перші альбоми яких є одним із зразків агресивного і прямолінійного панк-року, і Vibrators, що випустили в 1977 році один з найкращих панк-альбомів року і орієнтовані на поппанк з яскраво вираженою мелодійною складовою. Одним з найагресивніших панк-гуртів Британії 1970-х стали Crass. У своєму роді унікальним став рух мод-ревайвл, учасники якого на основі панк-року з сильним впливом рок-н-ролу намагалися відродити естетові The Who і The Kinks. Головний гурт напряму — Jam.
Відбувалося зародження агресивного напряму Oi! — швидкісного, безкомпромісного панк-року на основі «кричалок» футбольних уболівальників. Вже в 1977–1979 роках ранній Oi! грали Sham 69 і Skrewdriver.
Паралельно з британським розвивався і американський панк-рок. The Dead Boys першими використовували в своїй музиці агресію і нігілізм перших британських панків. Помітним американським гурт стали The Misfits. Найзнаменитішим «чорношкірим» панк-гуртом стали Bad Brains, на музику яких вплинули регі й ска. Панк-рок знаходив собі прихильників і в інших країнах світу, наприклад, австралійський гурт The Saints.

#### Нова хвиля
Паралельно з панком розвивалася нова хвиля, яка також експериментувала зі звуком, проте на основі вже дещо інших музичних засобів. Проте, ці дві сцени були вкрай близькі, і саме відділення поняття «Нова хвиля» продиктоване тим, що окремі станції не хотіли ставити агресивний панк, але надалі бажали транслювати мелодійнішу музику типу Blondie. Серед найзначніших гуртів напряму — Blondie і The Pretenders, що грали мелодійну музику з жіночим вокалом, The Police, на музику яких вплинули даб і регі. Лідер The Police Стінг після розпаду гурту став популярним виконавцем попроку. На основі музичних засобів нової хвилі грали мелодійну музику, іноді навіть з елементами артроку, The Cars і The Go-Gos. Одними із засновників стилю павер-поп (що зародився ще в 60-ті роки) стали The Knack з піснею «My Sharona».

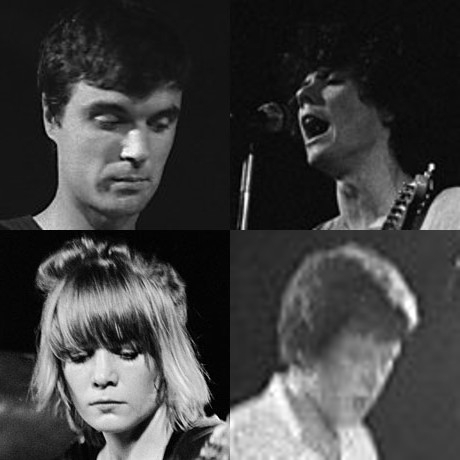
Гурт Talking Heads

Особливим явищем в середовищі нової хвилі став так званий артпанк — авангардна музика, в якій змішався вплив панк-року, артроку і інтелектуального глему. На цей напрямок справила чималий вплив Паті Сміт. Серед найважливіших гуртів напряму — Talking Heads, в чиїй музиці можна помітити елементи фанку, артроку і навіть етнічної музики. З Talking Heads довгий час співпрацював знаменитий мультиінструменталіст Браян Іно, який раніше грав з Девідом Бові, Roxy Music, King Crimson. Інші важливі гурти — Pere Ubu, Devo.
Осібно серед гуртів артпанку стояли Suicide, що грали експериментальний в мелодійному і музичному відношенні електронний панк-рок із впливом Іггі Попа. Серед інших експериментаторів, що поєднували рок з електронною музикою, — The Rockets, Telex, Гері Ньюман.

#### Поява пост-панку
На основі, по-перше, досягнень прото-панку (в першу чергу Velvet Underground), по-друге, ранньої нової хвилі майже одночасно з розповсюдженням панку став формуватися новий жанр — постпанк. Звучання постпанку корінним чином відрізнлося від панк-року — пісні були побудовані на холодній пульсуючій роботі ритм-секції, тривожних, похмурих, з відчайдушною емоційністю, що проривається назовні, мелодіях.
Першим альбомом жанру вважається дебютна платівка Public Image Ltd. (гурту екс-вокаліста Sex Pistols Джона Лайдона). Приблизно тоді ж починав впливовий гурт The Fall, чиї таємничі вокальні партії і монотонна, тягуча музика стали основою для подальшого розвитку постпанку. Тоді ж до постпанку перейшов панк-гурт Wire, який був непопулярним в період активної творчої діяльності, проте заднім числом істотно вплинув на пост-панк (а також бритпоп і нойз-рок) — зокрема, тим, що вперше застосував у пост-панку електроніку. Buzzcocks, The Damned, Clash вплинули на становлення раннього пост-панку; зокрема, серед перших пост-панк-гуртів був сольний проєкт учасників Buzzcocks Magazine.
Важливу роль в становленні пост-панку зіграли The Stranglers — вже на ранньому етапі вони намагалися використовувати в панк-року клавішні, а пізніше перешли до мелодійного пост-панку. Чимала роль в становленні жанру належить Swell Maps.

Гурт Joy Division

Проте найвпливовішим і найвизначнішим гуртом постпанку кінця 1970-х став Joy Division. Записавши лише два альбоми, вони стали одним з основоположних гуртів для всього подальшого альтернативного року. Унікальний трагічний вокал Ієна Кертіса поєднувався з холодною ритм-секцією, основні принципи гри якої використовували практично всі гурти 1980-х. Враження від депресивних, меланхолійних, а деколи трагічних текстів на концертах посилювалося своєрідною пластикою Кертіса.
Після самогубства лідера решта учасників Joy Division організувала електропопгурт New Order.

#### Зародження індастріалу
1976 року гурт Throbbing Gristle створив лейбл «Industrial Records», поклавши початок екстремальному музичному стилю на основі року і електроніки — індастріалу. Експериментальна музика раннього індастріалу нерозривно пов'язана зі своєрідною антисоціальною ідеологією, яка знаходила вираз або в украй авангардній електронній музиці (Throbbing Gristle, Skinny Puppy), або в чистому нойзі (Бойд Райс), або в змішанні електронного авангарду з іншими жанрами (Coil). Не бувши в строгому сенсі рок-музикою, ранній індастріал значно вплинув на розвиток пост-панку і готик-року 80-х рр. (іноді індустріальні музиканти самі використовували елементи пост-панку) і породив рокпіджанр, що набув поширення в 80-х рр., — гітарний агроіндастріал (Nine Inch Nails, Ministry). Також певний вплив на рок спричинив гурт Laibach.

## Рок-музика 1980-х років

### Рок-мейнстрим та метал
Поява панк-року і постпанку, а услід за ними — альтернативного року ще чіткіше провела межу між рок-музикою і попмузикою. Таким чином, музичний мейнстрим розвивався вже за рахунок не стільки поп року, скільки попмузики (Майкл Джексон, Мадонна). Альбоми попроку випускали в основному артисти, котрі стали популярними в 1960—1970-х роках. Проте, після спаду в 1977 році відродився хеві-метал, що започаткував у 80-х декілька найагресивніших піджанрів.

#### Попрок 1980-х
Попрок слабо розвивався за рахунок нових виконавців — проте різної якості пластинки продовжували випускати Пол Маккартні, Елтон Джон, The Kinks; в кінці 1980-х з'явився супергурт Travelling Willburys за участю Джорджа Гаррісона і Боба Ділана.
У 1987 р. з'явилася нова суперзірка попроку в США — Річард Маркс, який сам писав і виконував повільні композиції на романтичні теми (балади). І дуже скоро три його композиції — «Hold On to the Nights», «Satisfied» та «Right Here Waiting» — опинились на вершині Billboard Hot 100 (офіційного хіт-параду США).
З'являлися пластинки, орієнтовані на синтез року з етнічною музикою (world music), — серед них роботи Пітера Гебріела (екс Genesis) і Пола Саймона (екс Simon & Garfunkel). Особливим піджанром стала рок-музика з використанням елементів музики аборигенів Австралії — аборигенський рок (Us Mob, No Fixed Address).
Одним з найпримітніших гуртів традиційного року 1980-х стали Dire Straits, що виконували пісні в стилі блюз-року і кантрі-року під впливом джазу і артроку.
У 1980-х відбувається «відродження» прогресивного року. Використовуючи напрацювання класиків жанру (Genesis, Pink Floyd, Yes), нові гурти (Marillion, Saga, Pendragon, Porcupine Tree, IQ та ін.) намагалися відкрити в жанрі нові грані (неопрогресивний рок). Гурт Dream Theater, що з'явився в другій половині 80-х, і ряд інших поклали початок прогресивному металу.
У Америці стали популярними виконавці, орієнтовані на ритм-енд-блюз з впливом фольку і кантрі: Брюс Спрінгстін, Джон Мелленкамп, Боб Сегер.

#### Розвиток важкого металу

##### NWOBHMта його вплив

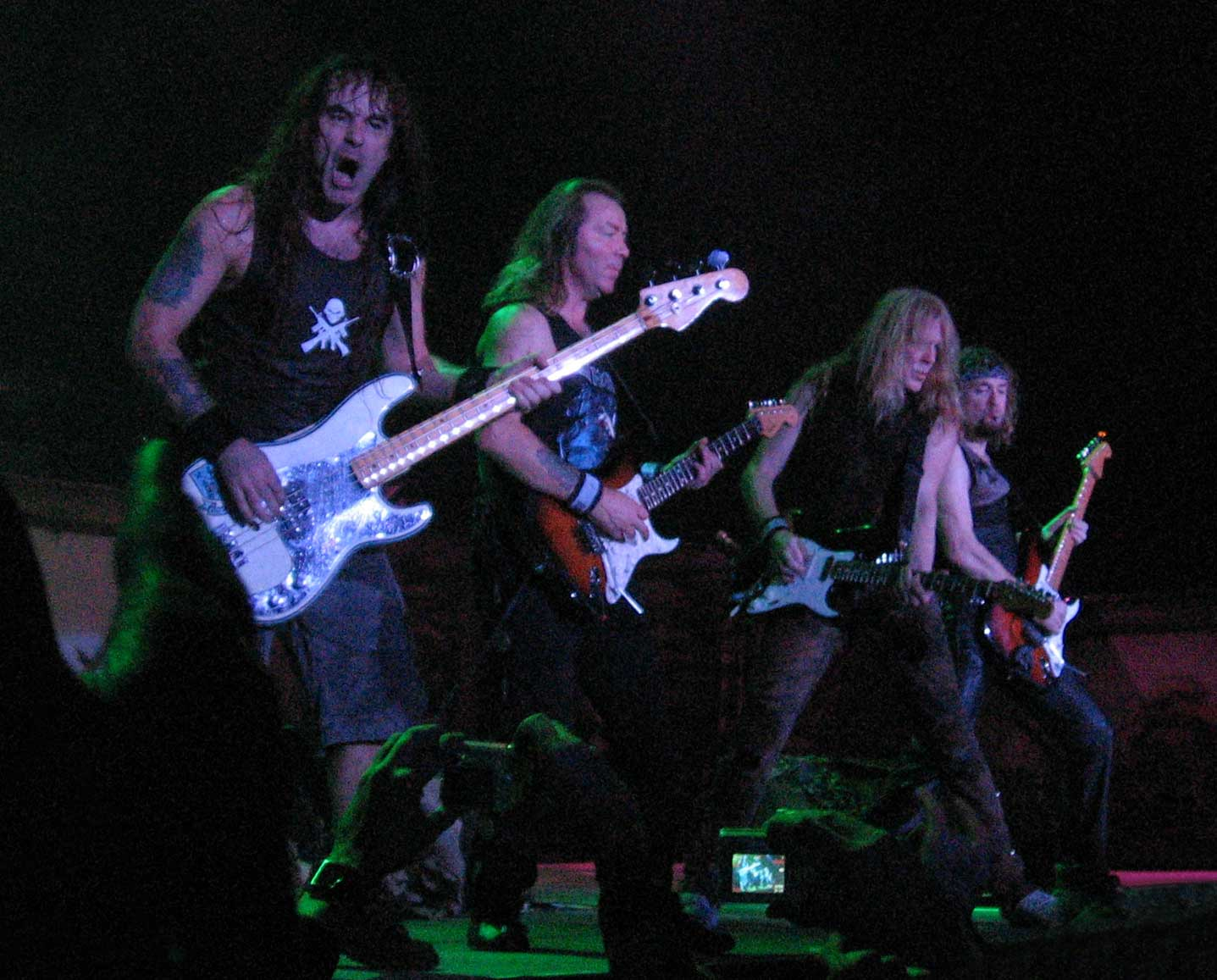
Iron Maiden

Після спаду в розвитку важкої музики, пов'язаного з появою панк-року, на початку 1980-х у Великій Британії почалася «New Wave Of British Heavy Metal» (NWOBHM, «Нова хвиля британського хеві-металу»). Хеві-метал другої хвилі базувався на напрацюваннях Black Sabbath, AC/DC, Judas Priest; всі три гурти продовжували активну творчу діяльність в 1980-х роках, причому AC/DC записали ряд пластинок, що вважаються еталонами жанру, а Judas Priest 1980-х сформували основні принципи NWOBHM, як в музиці (жорстке, агресивне, важке звучання двох гітар), так і в іміджі.
Одним з найвпливовіших гуртів NWOBHM стали Iron Maiden, які допрацювали стиль, агресивну гітарну атаку, принципи соло у стилі хеві-метал до ідеалу. Музика Iron Maiden була швидкою, гучною та поєднувалася з сильним і мелодійним вокалом. Патетичні містичні і окультистські тексти Iron Maiden випробували лише на одному альбомі; проте для багатьох гуртів NWOBHM подібна лірика стала переважальною. Іншими гуртами, що взяли участь у формуванні хеві-металу 1980-х, стали Def Leppard, Angel Witch, Saxon, Blitzkrieg. Швидкі, з надзвичайною енергетикою Motörhead, які «приєдналися» до NWOBHM, стали засновниками прискореного піджанру спід-металу.
Нова форма хеві-металу отримала розвиток і в інших країнах: у Німеччині ці ідеї розвивали Accept (які також внесли частку до розвитку спід-металу), в Америці — Manowar. Поєднання ідей NWOBHM і спід-металу породило павер-метал, батьком якого вважається Кай Гансен, який прямо або побічно взяв участь в більшій частині німецьких павер-метал гуртів: Helloween, Gamma Ray, Iron Savior, Blind Guardian та ін. Разом з перейнятою мелодійністю NWOBHM, яскравою межею павер-металу стало використання в текстах тематики фентезі.
З появою альбомів Джо Сатріані, Джорджа Лінча, Стіва Вая починає розвиватися інструментальний хеві-метал.

##### Глем-метал і хейр-метал
Химерний імідж таких важких глем-артистів 1970-х, як Еліс Купер, Aerosmith, The Sweet, Kiss, став основою для формування на початку 1980-х піджанру, названого глем-метал. Разом з виконавцями 1970-х (частиною тих, що продовжували творчу діяльність), біля його витоків стояли Mötley Crüe, W.A.S.P., Ratt. Брав активну участь в розвитку жанру Оззі Осборн, котрий почав сольну кар'єру. Нове життя в жанр вдихнули Guns N' Roses, почавши в 1987 грати глем-метал з сильним впливом постпанку і навіть ритм-енд-блюзу.
Те, що глем-метал був в значній мірі заснований на іміджі, спричинило за собою перетворення з'єднання глем- і попметалу в гранично мейнстримному жанрі «хейр-метал», що продовжував традиції «Arena rock» — патетичні шоу стадіонів і химерний, претензійний імідж. Популярності в попметалі добилися Bon Jovi, Europe, Cinderella, Poison; проте, багато попметал-гуртів існували у відриві від іміджу глему (Def Leppard, Van Halen).

##### Треш-метал та екстремальний метал
Нерідко хеві-метал гурти у пошуках свого звуку експериментували з елементами панк-року. Так з'явився треш-метал — більш швидка та важка версія хеві-металу з гітарно-басовими тремоло, швидкісними віртуозними гітарними соло і значно серйознішими текстами. Засновники і найзнаменитіші представники стилю — Metallica, які стали одним з найбільш знакових та впливових гуртів металу взагалі. Їх класичні альбоми 1980-х років заклали основи треш-металу, який надалі розвивали й інші ключові представники жанру — Slayer, Megadeth і Anthrax, а також Exodus, Overkill, Testament. Найбільшою, крім американської, сценою треш-металу стала німецька, представники якого (Kreator, Sodom, Destruction, Holy Moses) ще більше посилили, бруталізували звук Metallica і Slayer.
У 1981 році британський гурт Venom записав перший альбом в стилі блек-метал — «Welcome to Hell». Звучання альбому на той час було виключно брутальним, а містичний імідж учасників колективу в дусі Black Sabbath був майже сатаністським. Разом з Venom у ряді першопроходців жанру — шведський гурт Bathory і норвезькі гурти Darkthrone і Mayhem. Ще більшої брутальності добилися засновники жанру дез-метал — вокал, який нагадує звіриний рик (ґроулінг), скажені гітари і барабани, нерівний темп, тексти про смерть. Серед засновників — Hellhammer (пізніше Celtic Frost), Posessed і Death, чиї ідеї надалі розвинули Entombed, Morbid Angel, Cannibal Corpse.
Найекстремальнішим жанром рокмузики став грайндкор, що розвинувся на основі брутального панк-року і хардкору. Швидкість була доведена до фізично можливого максимуму (аж до 600 ударів бас-бочки в хвилину), вокал — будь-який, окрім традиційного співу, максимально важке звучання гітар, злобні або просто огидні тексти. Крім найвідомішого гурту жанру Napalm Death, його представниками є також Nasum, Gut, Disrupt, Anal Cunt.

### Панк-рок в 1980-х роках
Не зважаючи на те, що до початку 1980-х років розквіт панк-року, по суті, закінчився (до того ж, в комерційному відношенні все успішніше розвивався постпанк), музиканти панк-року 1980-х знайшли шляхи для самовираження в нових формах — це ска-панк, сайкобілі, хардкор і Oi!.

#### Традиційний панк
До 1980 року вже відійшли від панк-року або відсунулися на задній план багато британських гуртів, активних в 1977—1979 роках. Нова хвиля британського панк-року спиралася на найрадикальніший панк 1970-х (Crass і ранній Oi!). Найвідомішим гуртом, що грав злий і агресивний панк з металізованими гітарами і антисоціальними текстами, стали The Exploited. Серед інших відомих англійських панк-гуртів початку десятиліття — Anti-Nowhere League і G.B.H., ще більш орієнтовані на металевий звук. Проте найбільше вплинув на становлення треш-металу і навіть грайндкору гурт Discharge, який відрізнявся гранично швидкими і важкими піснями з 3-4 рядків і агресивним вокалом. Трохи осібно серед британського панк-року 1980-х знаходилися The Toy Dolls, що грали гумористичний рок-н-рольний панк-рок з впливом американського гурту Dickies. Нарешті, у своєму роді унікальним став лондонський гурт The Pogues, який вперше і украй успішно з'єднав енергетику і буйство панк-року з мелодикою ірландського фольку.

#### Екстремальний панк: хардкор і Oi!
У Америці розвиток традиційного панк-року практично зупинився, оскільки панк-сцену повністю зайняв екстримальний напрям — хардкор, що почав розвиватися ще в самому кінці 1970-х. Хардкор — це швидкісні, агресивні, показово примітивні пісні; часто тривалість хардкор-пісні становить менш однієї хвилини. Всі ці принципи були закладені вже на першому демо, записаному засновниками хардкору — Black Flag. Хоча надалі Black Flag еволюціонували убік похмурішою, тягучою панк-музикою, їх перші записи зробили величезний вплив на подальший панк-рок.
Першим випущеним лонгплеєм в жанрі хардкору (не зважаючи на тривалість близько 15 хвилин) вважається альбом «Group Sex» Circle Jerks — гурту першого вокаліста Black Flag. Інші ранні хардкор-гурти — The Teen Idles, Jerry's Kids, 7 Seconds, Minor Threat. Чималий вплив на поппанк 1990-х надали Descendents. Dead Kennedys грали злий панк-рок з сильним впливом хардкору і вельми дотепними сатиричними текстами. Одним з найекстремальніших у своїй ідеології і сценічній поведінці хардкор-музикантів став G. G. Allin.
Не зважаючи на вузькість жанру, знаходилися артисти, що зуміли прочинити в хардкорі нові грані. Утворені в 1979 році Minutemen, одні з яскравих артистів панк-року 1980-х, схрестили енергетику хардкору з нетиповими для жанру виконавською майстерністю і мелодійністю і додали елементи фанку, сильно вплинувши на розвиток альтернативного року. Утворені в 1980 році Bad Religion також додали в агресивний хардкор мелодизм і вдумливіший ритм, послуживши одному з перехідних ступенів від Black Flag до полегшеного панк-року 1990-х. The Replacements, що в ранні роки грали гранично швидкісний хардкор, на своїх класичних роботах експериментували з елементами блюзу, серф-року, фольку.
Інші хардкор-гурти, навпаки, вводили в свою музику елементи важкого металу. Так з'явилися напрями «New school hardcore» (Earth Crisis, All Out War, Strife) і кроссоувер (D.R.I., Suicidal Tendencies, Cryptic Slaughter).
У Британії розвивався, хоч і не так активно, інший екстремальний напрям панк-рока — oi!. Хоча oi! вже в кінці 1970-х грали Sham 69 і Skrewdriver, термін запропонував у 1981 році Гері Бушел для позначення музики третього ключового гурту жанру — Cockney Rejects, що грали спокійніший і складніший панк-рок. До середини-кінця 1980-х музика oi! стала тісно пов'язана з агресивною субкультурою скінхедів.

#### Відродження рокабілі. Сайкобілі
Наприкінці 1970-х—початку 1980-х відбулося відродження і друга хвиля популярності музики рокабілі. Початок цього руху пов'язаний з іменами Роберта Гордона і Дейва Едмундса, проте по-справжньому підняти нео-рокабілі на верхні рядки хіт-парадів змогли Stray Cats. Не зважаючи на те, що по суті їх музика не була панк-роком, вплив панк-року і нової хвилі на нео-рокабілі був значним. Врешті-решт, спроби з'єднати експресію панку і мелодику рокабілі знайшли вираз в новому піджанрі сайкобілі — драйвовим, тяжчим рокабілі з брудним звуком і текстами, повними чорного гумору. Засновниками цього напряму вважаються The Meteors, а головними представниками — The Cramps, King Curt, Quakes, Mental Hospital.

#### Відродження ска. Ска-панк

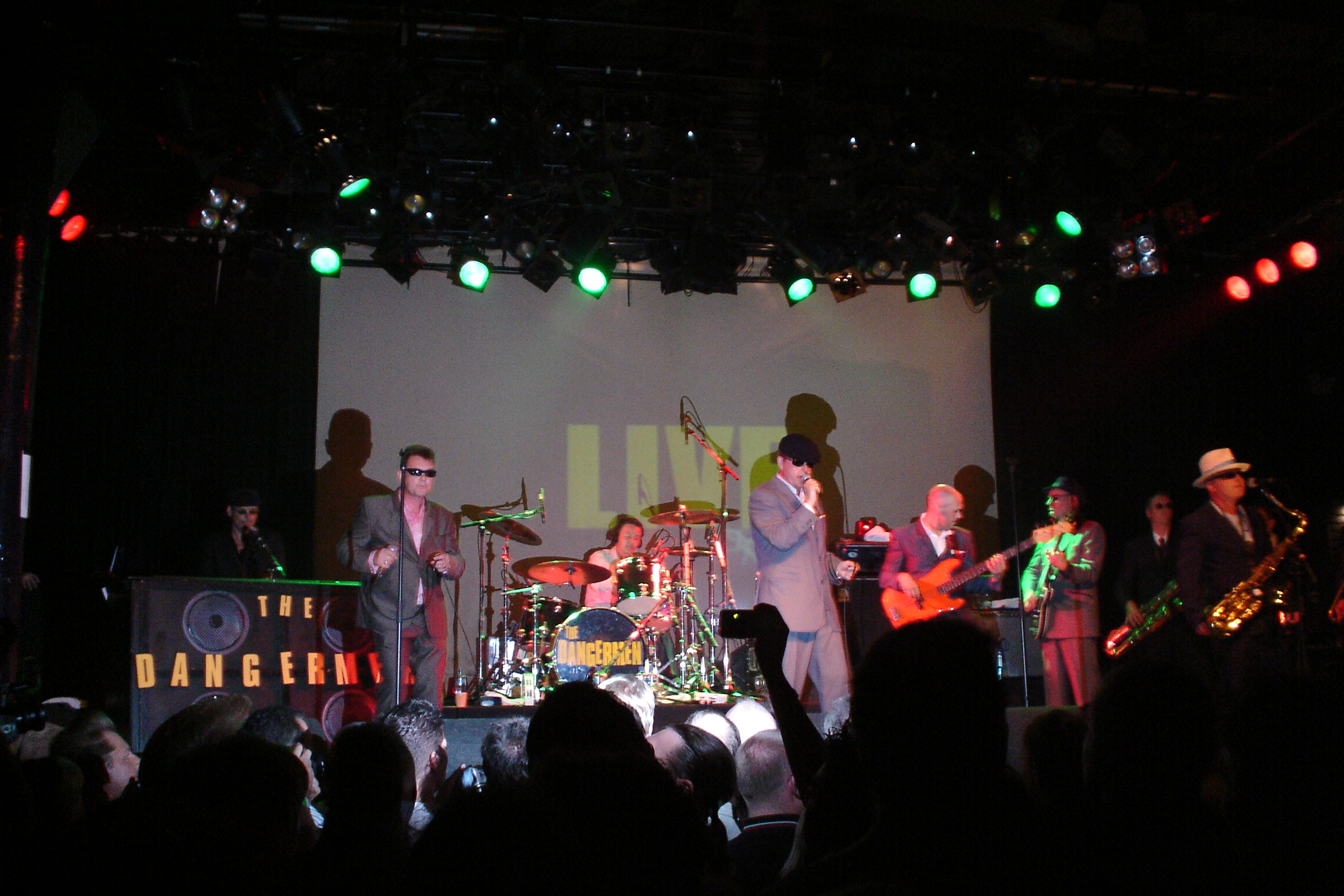
Madness в 2005 році

Крім рокабілі, нове дихання в кінці 1970-х отримала ямайська музика ска. Роботи засновників нової хвилі ска — в першу чергу Madness і The Specials — змішували традиційні прийоми і танцювальну ритміку ска з музичними знахідками нової хвилі, енергетикою і запальністю панк-року. Хоча пізніше ці гурти створювали більш орієнтовані на поп композиції, їх перші пластинки заклали основи для подальшого проникнення елементів ска в рок-музику.
Незабаром елементи ска стали використовувати в своїй музиці жорсткіші панк-гурти. Першими експериментами такого роду стали займатися Serious Drinking в 1984 році, а популярним жанр став ставати з появою Operation Ivy в 1987 році. Втім, найбільшої популярності панк з елементами ска в музиці і аранжуваннях досяг в 1990-х роках, будучи представленим гуртами Mighty Mighty Bosstones і хардкор-орієнтованими Voodoo Glow Skulls. Ска-панк зробив сильний вплив на розвиток поппанку 1990-х.

### Розвиток пост-панку та нової хвилі
Відтіснивши панк-рок в андеграунд, на початку 1980-х на роксцені майже повністю домінував постпанк. Зрештою цей жанр став основою для розвитку найбільшого напряму альтернативного року, вплинув на розвиток електронної музики і індастріалу. З іншого боку, нова хвиля 1980-х стала більше тяжіти до мейнстриму.

#### Нова хвиля 1980-х
До початку 1980-х музика нової хвилі підпадала під усе сильніший вплив електронної музики (Kraftwerk) і породила напрями синті-поп і електропоп (Depeche Mode, Duran Duran, Eurythmics, The Buggles, A-Ha), які, в строгому сенсі, вже не відносяться до року. Лише небагато гуртів продовжували грати рок, оперуючи засобами нової хвилі — наприклад, INXS.
У 1980-х у СРСР стала розвиватися своя роксцена, в якій переважали саме виконавці нової хвилі — Кино, Наутилус Помпилиус, ДДТ, Алиса, Агата Кристи, Пикник.

#### Еволюція пост-панку
У Англії до початку 1980-х постпанк став абсолютно переважливим напрямом рок-музики і починав поступово ставати міжнародним феноменом. Цьому сприяли, по-перше, нові альбоми постпанк-гуртів «першої хвилі», по-друге, більш комерційно орієнтовані нові виконавці жанру (Біллі Айдол, Element Of Crime). В протилежність «мейнстримовому» постпанку, ряд гуртів намагалися проводити експерименти із звучанням. Так, Killing Joke грали на основі постпанкової ритміки жорсткішу, важчу і еклектичну в порівнянні з традиційним постпанком, музику, котра сильно вплинула на розвиток як альтернативного року, так і ню-метала 1990-х (особливо їх експерименти на стику з індастріалом). Одним з найоригінальніших колективів стали Virgin Prunes, чия декадентська, уїдлива форма постпанку стала у своєму роді унікальною. Експериментальний гурт DNA намагався з'єднати постпанк з авангардним джазом, New Model Army використовували елементи ритм-енд-блюзу і фолькроку, The Teardtop Explodes — фанку. Похмурий, важкий і агресивний постпанк грали The Birthday Party, чий стиль послужив одній з основ піджанру «deathrock» (Christian Death, Theatre Of Ice). Ряд гуртів, відштовхуючись від ідей, закладених Killing Joke і Wire, грали пост-панк з використанням електронних інструментів: або легкий, наближений до електропопа (Depeche Mode), або важкий, на стику з індастріалом (Fad Gadget, Chrome, Clock DVA, з німецької сцени — D.A.F.).

##### Готичний рок

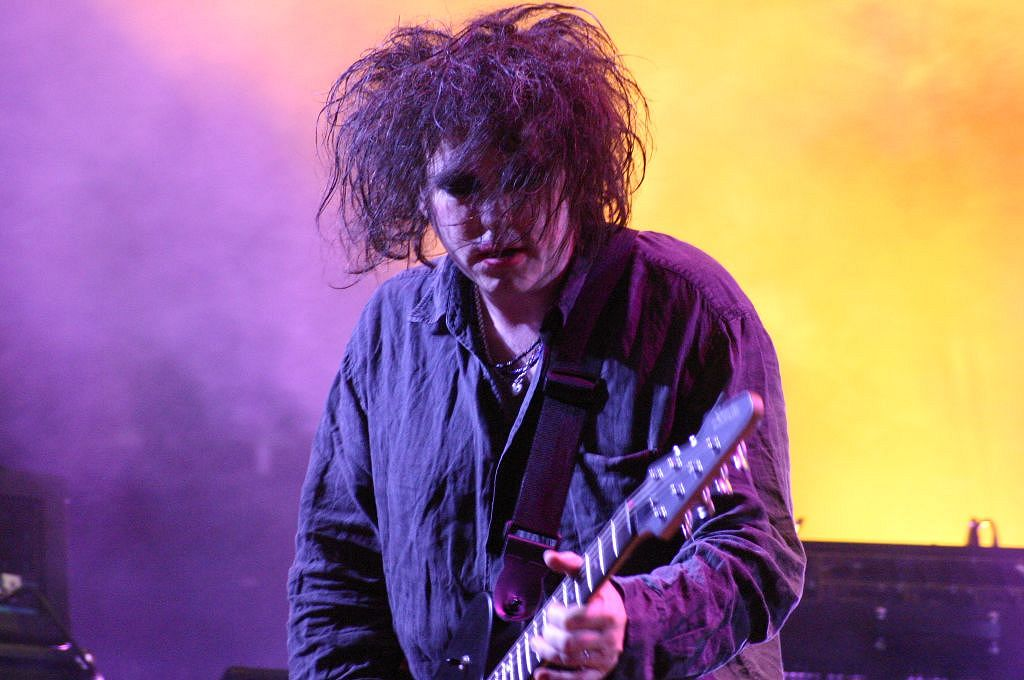
Вокаліст The Cure Роберт Сміт

На початку 1980-х з'явився піджанр постпанку готичний рок, який, за великим рахунком, музично не пропонував нічого принципово нового. Проте на основі цього піджанру сформувалася особлива сцена і одна з найпопулярніших в наш час субкультур — готи. По суті це був похмурий і атмосферний постпанк, на становлення якого зробили вплив Joy Division і Virgin Prunes. Одним з впливових гуртів взагалі стали The Cure. Спочатку граючи нову хвилю, на початку 1980-х вони створили ряд дуже похмурих, важких і своєрідних робіт. Екзистенціальна музика і тягучі гармонії поєднувалися з своєрідним «готичним» іміджем. Не зважаючи на періодичні експерименти, до справжнього моменту гурт продовжує створювати цікаву готичну-рок музику.
Біля витоків жанру стояв і гурт Siouxsie And The Banshees. Співачка і лідер колективу Сьюзі Сью в області іміджу та ідеології значно вплинула на готику. Найважливіша роль у формуванні готик-звуку належала Bauhaus. Для них характерні гітарні партії з впливом дабу і фанку, монотонна, похмура, депресивна музика з елементами глем-року і психоделії. Тексти Bauhaus вперше в жанрі присвячені похмурим, замогильним, вампірським темам, а манера сценічного перформансу вплинула на багато готичних гуртів (Specimen, Alien Sex Fiend). Третій ключовий гурт жанру, The Sisters Of Mercy, остаточно викристалізував звук Bauhaus — він став гранично холодним, похмурим та медитативним. Один з складів музикантів The Sisters Of Mercy (у яких єдиним постійним учасником є Ендрю Елдріч) організував ще один відомий гурт жанру — The Mission.
На периферії готик-сцени знаходилися The Cult — гурт, що об'єднував готичний рок, металізований звук та елементи психоделії у дусі The Doors. На основі звуку найважчих готичних рок-гуртів (Fields Of The Nephilim, Balaam And The Angel) сформувався готичний метал.

#### No Wave
Як своєрідна «опозиція», що йшла в мейнстрим нової хвилі, в Нью-Йорку виник андеграундний напрям «no wave», для музикантів якого, що працювали на основі постпанку та індастріалу, характерні атональні, монотонні композиції з переважанням текстури над мелодикою. Важливу роль в no wave грали перформанси. Серед основних фігур no wave — гітарист Glenn Branca, співачка Лідія Ланч.

### Розквіт альтернативного року
На початку 1980-х, як протилежний мейнстриму роксцени, відродився напрям, основу для якого в кінці 1960-х створили Velvet Underground. Альтернативний рок 1980-х — украй різноманітна музика, проте об'єднувало її протиставлення популярній культурі і, відповідно, рідкісні появи на радіостанціях. Альтернативні гурти, як правило, видавалися на дрібних «незалежних» лейблах. Збігаються з поняттям «альтернативний рок» найменування коледж-рок та інді-рок; перше походить від популярності альт-рок гуртів в 1980-х роках на невеликих радіостанціях при коледжах, друге підкреслює прихильність до незалежних лейблів.

#### Початок розвитку жанру

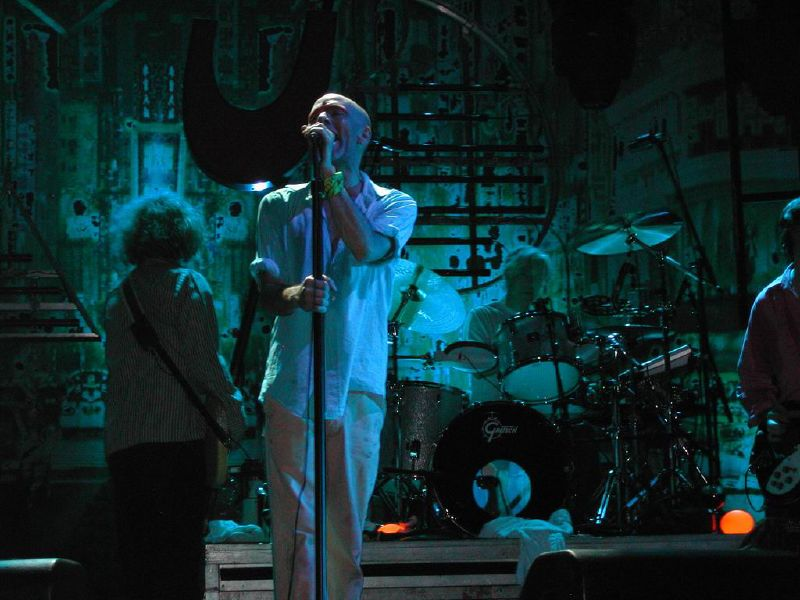
R.E.M.

Перші гурти альтернативного року з'являються в США на початку 1980-х років. Вони здійснювали спроби сумістити енергетику панк-року, музичні основи постпанку, фолькрокової гармонії і гітарні прийоми. Саме ці характеристики характерні для творчості одного з перших гуртів жанру — R.E.M., що випустили свої перші і найвпливовіші записи в 1982—1983 роках. З'єднання пост-панкової основи та фолькових гітар в мелодійних і емоційних піснях принесло гурту відносну популярність навіть в широких колах. Звучання R.E.M. стало основою для стилю дженгл-поп. В той же час почали грати і Violent Femmes, чия енергійна напівакустична музика сполучала панк-рок і фольк. Одним з перших альт-рок гуртів були також The Feelies.
Іншим джерелом розвитку альтернативної сцени став хардкор. Експерименти по ускладненню хардкорного звучання, ритмів, мелодики проводили The Replacements, No Means No. Проте справжній прорив в пост-хардкорі зробили Hüsker Dü, що вважаються одним з найвпливовіших гуртів 1980-х. До середини 1980-х цей гурт еволюціонував від хаотичного хардкору до пісень, в яких брудне, важке гітарне звучання спліталося з красивими мелодіями (Гранту Харта і Боба Моулда називають одними з сильних композиторів в рок-музиці) і нетиповими для панку темами. Не добившись успіху, Hüsker Dü проте зробили величезний вплив на інді-рок, інді-поп і грандж.
Ще один знаковий гурт пост-хардкорної хвилі — Meat Puppets, які, зберігши панк-енергетику, використовували елементи фолькроку, кантрі та психоделії, вплинувши на становлення гранджу.

#### Нойз-рок
Експерименти представників no wave і індустріального постпанку, в яких пісні будувалися на ламаних структурах з використанням атонального шуму, привели до появи експериментального напряму нойз-рок. Першопроходці напряму — вихідці з no wave Sonic Youth, знаковий гурт альт-року 1980-х. Їх ранні експериментальні пластинки були важкими, брудними, з похмурим і в'язким звучанням гітар. До кінця десятиліття гурт прийшов до мелодійнішого інді-року.
Стали з'являтися й інші експериментальні нойз-рок-гурти: Swans схрещували гітарний нойз з повільним і тягучим ритмом; Big Black грали агресивнішу, механістичну музику. Лідер Big Black Стів Альбіні також відомий як один із важливіших інді-продюсерів. Першопроходці нойз-року Butthole Surfers (яких називають «Pink Floyd панк-року») створювали напівзнущальні нойзові пластинки на стику панк-року і джаз-авангарду у дусі Френка Заппи. Ряд нойз-рокерів використовували елементи японського екстремального індастріалу (т.з. джапанойз): в першу чергу це Boredoms і KK Null.

##### Нойз-поп і шугейзинг
З виходом в 1984—1985 роках перших пластинок гурту The Jesus and Mary Chain почався новий етап в нойз-році. Стиль цього колективу назвали нойз-поп — оскільки в музиці поєднувалися гітарні нойз і фідбек, постпанкові структури й м'які, красиві, надихнуті музикою 1960-х років мелодії. The Jesus and Mary Chain стали фактично першим неготичним явищем британської альтернативної сцени; можна сказати, що саме вони відродили «моду» на гітарний звук в Британії. З раннього американського нойз-попу варто виділити Dinosaur Jr, які були менш близькі до постпанку.
У 1988 році дебютний альбом гурту My Bloody Valentine поклав початок похідній від нойз-попу течії — шугейзингу. Гітарний і синтезаторний нойз у шугейзинг-гуртів зливався в щільну стіну звуку, крізь яку проривався вокал. До початку 1990-х шугейзинг, представлений нечисленними послідовниками (Lush, Ride), практично зник.

#### Альтернативний рок кінця 1980-х

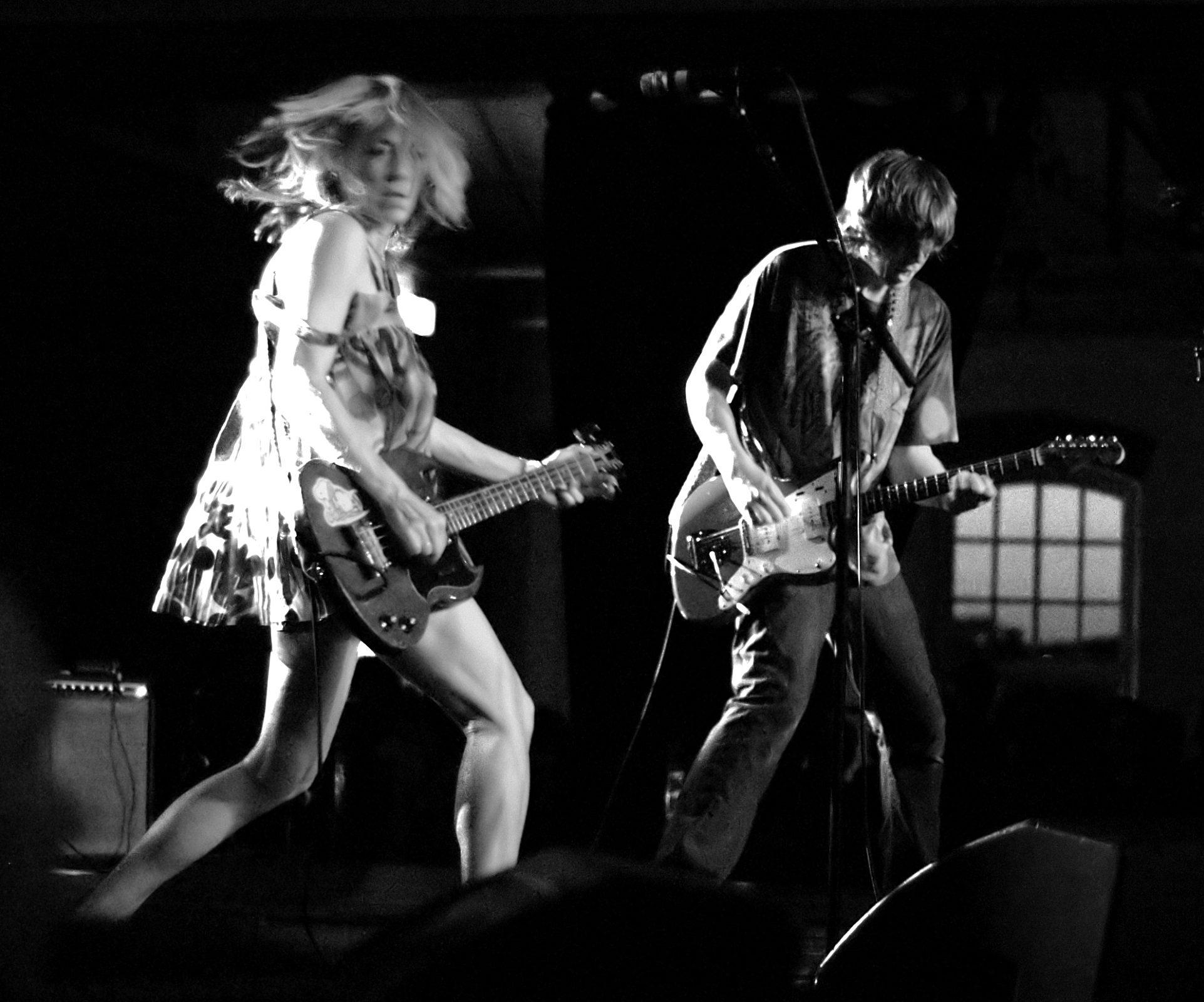
Sonic Youth

У кінці 1980-х в Америці бурхливо розвивалася альтернативна сцена, яка, проте, повністю ігнорувалася мейнстримовими радіостанціями і лейблами. Іноді американські гурти ставали популярніші за кордоном, ніж у себе на батьківщині. Рідкісним виключенням став гурт родом з Ірландії U2, що перейшов в кінці 80-х від постпанку до патетичного попорієнтованого альтернативного року. Проте в андерграунді продовжували працювати Hüsker Dü, R.E.M., Meat Puppets. Починає відходити від хардкору до фолькорієнтованого інді гурт Lemonheads. На основі тягучого гітарного саунду Sonic Youth, мелодики Hüsker Dü і психоделічного інді-року Meat Puppets в Сіетлі формується особливий піджанр грандж (перші представники — Mother Love Bone, Green River, Mudhoney). Схрещували психоделічний поп з звуком року Camper Van Beethoven, They Might Be Giants. Серйозний і спокійний панк-рок грали Fugazi.
Одним з ключових гуртів американського альт-року 1980-х стали Pixies. У їх музиці химерним чином з'єдналися панк-рок, серф-рок, спейс-рок, пост-хардкор в стилі Hüsker Dü, своєрідна попмелодика, панк-рокові енергетика та надрив, сюрреалістичні тексти і гітарні партії з впливом і серфу, і нойз-попу. Pixies стали одним з найважливіших гітарних гуртів 1980-х, в їх впливі признавалися Nirvana і Radiohead.

#### Британська сцена
Крім The Jesus and Mary Chain, у рядах перших британських інді-рокерів були Orange Juice, Aztec Camera. Деякою мірою отримав розвиток нойз-рок, представлений bIG fLAME, A Witness. Проте найбільшим явищем на альтернативній сцені Британії другої половини 1980-х став гурт The Smiths, популярність яких вважається закінченням ери нової хвилі в Англії. Основою музики The Smiths було поєднання незвичайної манери співу лідера гурту Морріссі, його дивних та уїдливих текстів і багатого, майже симфонічного гітарного супроводу. Вплив The Smiths помітний не тільки у безлічі гуртів-послідовників в 1980-х (The Housemartins, The Wedding Present), але і в брит-попі 1990-х.
На основі фолькмелодики, акустичного звучання і елементів музики епохи Відродження в Англії сформувався стиль дрим-поп, засновниками якого вважаються Cocteau Twins, що вплинув на розвиток альтернативи 1990-х. Розвивали жанр інді-поп The Primitives, The Vaselines. Отримав деякий розвиток «солодкуватий» піджанр тві-поп.
До кінця 1980-х основним явищем на британській інді-сцені стає так званий медчестер — манчестерська музична сцена. Першим напрямом, який розробляв медчестер, була гітарна музика на основі психоделічних гармоній 1960-х в інді-роковому оформленні. Головним гуртом цього стилю стали The Stone Roses, з яких фактично і починається розвиток жанру брит-попу в його сучасному розумінні. Інша лінія розвитку медчестера — експерименти з електронними жанрами хаус і техно — привели до появи гурту Happy Mondays, чиї записи на стику психоделічного інді та електронної, танцювальної музики багатьма вважаються «початком 1990-х в музиці». Електронний медчестер став важливою частиною рейв-субкультури.

### Музичний авангард
Аванградна музика в 1980-х роках розвивалася відособлено як від мейнстриму, так і від альтернативного року — вона спиралася в основному на досягнення авангарду 1960-1970-х років.
З'явившись в 1970-х роках, у 1980-х вступив в нову фазу — експериментів як в музиці, так і в області «живих» виступів — експериментальний, з впливом прог-року гурт The Residents, реальні учасники якого до цих пір зберігають інкогніто. На основі джазу і авангардного блюзу (зокрема робіт Captain Beefheart) творив експериментальні блюз-рокальбоми з впливом кабаре й альтернативного року Том Вейтс, який володів своєрідним тембром голосу. У 1981 році починається сольна кар'єра Джона Зорна — видатного авангардного музиканта, чия музика розвивала джазові ідеї Френка Заппи, при цьому спираючись на досягнення класичного фрі-джазу (Орнетт Коулман, Джон Колтрейн) і використовуючи елементи різноманітних стилів — від електроніки до хардкору. Аж дотепер Джон Зорн — один з лідерів рокавангарду.

### Блек-метал

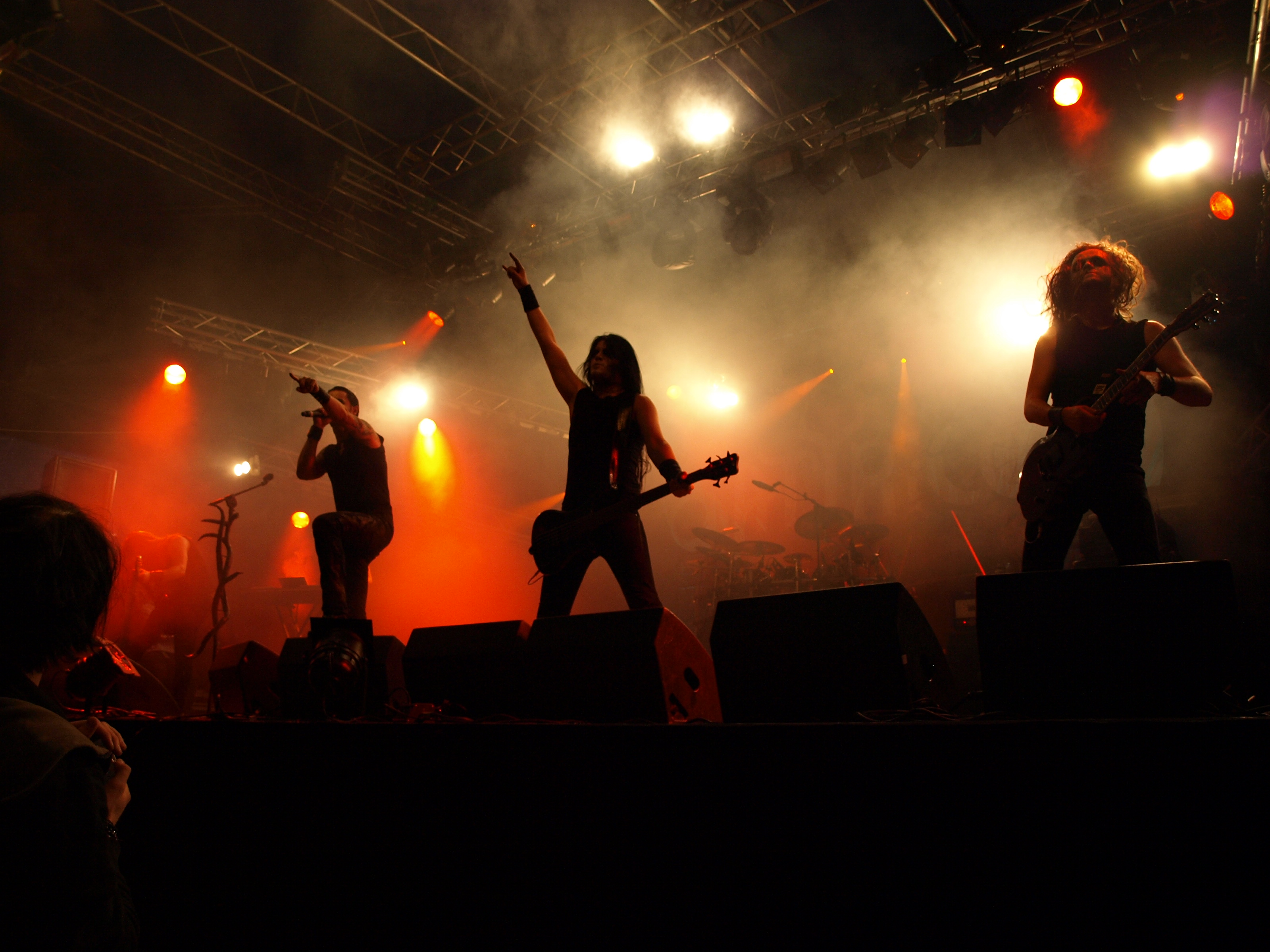
Satyricon на Metalmania 2008 в Катовицях

На початку 1980-х, з'явився блек-метал першим альбомом котрого вважається «Black Metal» гурту Venom (1982), від якого і походить назва, хоча нерідко основоположником вважають гурт Bathory. В історії блек-металу виділяють чотири хвилі. До першої відносять «прото»-блек-метал, найвідоміші представники якого — Venom, Sodom (раннє), Bathory, до другого — гурти, що остаточно сформували напрямок у 85-90-х (у першу чергу, норвезькі і шведські). Третя хвиля — початок 90-х 95-і. Після 95 — четверта хвиля.

## Рок-музика 1990-х років

### Альтернатива як частина мейнстриму
До початку 1990-х років мейнстрим знаходився в кризі, розвиваючись або за рахунок нечисленних зірок попроку, або за рахунок попмузики, або за рахунок вже не маючого відношення до року електропопу і попметалу, але ніяк не стикаючись з роком. Рок-музика, продовжуючи розвиватися, залишалася по всьому світу, а особливо в андерграунді США. Проте в 1990-х трапився прорив — альтернативна музика увійшла в мейнстрим. З одного боку, це викликало незадоволеність радикально настроєних фанатів. Хоча мінуси в цьому, дійсно, були, був і істотний плюс — все, здавалося б, протилежні альтернативні субкультури (інді, панк, метал, техно) стали співпрацювати і шукати нові шляхи, прагнучи протистояти відвертому мейнстриму.

#### Грандж

##### Розквіт гранджу

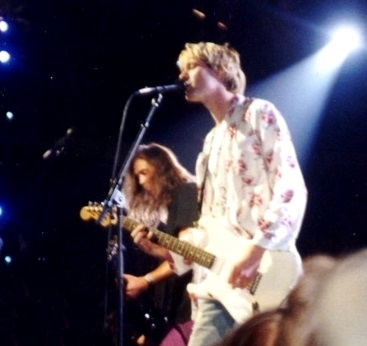
Гурт Nirvana.

Аж до 1991 року гранж розвивався як андерграундне явище сіетлської сцени. Поворотним моментом в музиці 1990-х став несподіваний гучний успіх альбому «Nevermind» грандж-гурту Nirvana. Саме з цієї миті інді-музиці став відводитися час в американському теле- і радіоефірі, а лідера Nirvana Курта Кобейна оголосили «голосом покоління». Музика Nirvana була квінтесенцією гранджу — тягучою, відчайдушною, депресивною, побудованою на похмурих рифах, сумішшю альтернативного року і панк-року. В порівнянні з попередниками музика Nirvana, проте, стала куди мелодійнішою (вплив Hüsker Dü і The Pixies).
Услід за успіхом Nirvana в мейнстрим стали проникати й інші грандж-гурти. В першу чергу це «велика четвірка» гранджу, в яку, разом з Nirvana, входили Pearl Jam, Alice in Chains та Soundgarden. Якщо музика Pearl Jam, яких вважають одним з найвпливовіших гуртів 1990-х, також була гранджем з сильним впливом панку і своєрідною мелодикою, то Alice in Chains і Soundgarden грали трохи іншу форму цього напряму — монументальніший рок, на який зробив більший вплив не панк, а метал (зокрема, Black Sabbath).
Услід за першою хвилею гранджу з'явилися ряд послідовників: Stone Temple Pilots, Bush, Silverchair. До 1994 року широка популярність гранджу стала сходити нанівець, що було частково викликане самогубством Курта Кобейна. Проте вплив гранджу на рок-музику 1990-х значний.

##### Пост-грандж
Незабаром після спаду гранджу почав розвиватися піджанр пост-грандж, гуртами якого створювалося на основі гранджу більш комерційне, легке звучання. Вплинули на становлення жанру як класики гранжу (зокрема Melvins), так і метал 1970-х. Серед перших пост-грандж-гуртів — Third Eye Blind, The Goo Goo Dolls, Matchbox Twenty. Нерідко пост-грандж-гурти створювали колишні учасники гуртів гранжу: Дейв Грол з Nirvana створив Foo Fighters, Кріс Корнелл з Soundgarden — Audioslave. Спорідненим пост-гранджу був впливовий інді-гурт Smashing Pumpkins, в чиїй музиці є вплив і психоделії, і готичного року.

#### Брит-поп
До початку 1990-х провідні напрями британської інді-сцени медчестер і шугейзинг зійшли нанівець, а грандж в Британії так і не став широко популярний. На зміну цим жанрам прийшов стиль брит-поп, що набув широкого розповсюдження і який виник на основі ідей The Stone Roses і The Smiths. Хоча цей термін застосовний і до ряду гуртів 1960-х, під брит-попом 1990-х розуміється особливий стиль музики, меланхолійний і мелодійний, заснований на змішанні гітарного звучання інді-року й гармоній гуртів британського вторгнення.
Найвпливовішими гуртами брит-попу стали Blur і Oasis. Перші стояли ближче до коріння брит-попу — мюзік-холльним гармоніям The Kinks і Small Faces; другі більше орієнтувалися на британську психоделію (The Beatles). Відоме протистояння цих гуртів в чартах в 1995 році отримало назву «The Battle Of Britpop».
Біля витоків жанру стояли також Pulp, на яких, крім The Beatles і The Kinks, істотний вплив зробили артисти глем-року — як на музику, так і на сценічний образ. Брали участь в розвитку жанру Suede, Supergrass, The Verve, Gene. Проте незабаром і брит-поп став втрачати масову популярність — одні гурти рухалися до традиційнішого інді-року, у інших починалася творча криза. Проте, вплив брит-попу на розвиток музики 1990-х і 2000-х такий ж великий, як і гранджу.

#### Інді-рок
Розвиток альт-року в 1990-х продовжувався як на основі бритпопу і гранджу, так і за рахунок розвитку ідей, закладених класиками 1980-х. Втім, перехід значної частини альтернативних артистів на крупні лейбли викликав незадоволеність деякої частини фанатів і визнання цієї музики «несправжнім інді».
На основі бритпопу поступово сформував свій особливий стиль один з найвпливовіших інді-гуртів десятиліття — Radiohead. Їх стиль характеризується змішанням ідей інді-року, краут-року, артпанку і навіть IDM в меланхолійних, атмосферних, деколи вельми експериментальних композиціях. Стиль Radiohead зробив серйозний вплив на розвиток британської інді-сцени 1990-х. Близькими до брит-попу були і Manic Street Preachers — сильний інді-гурт, в чиїй музиці помітно вплив постпанку і американського альт-року кінця 1980-х, в іміджі — глем-року, а тексти відрізнялися політизованістю. На відміну від них, Tindersticks грали украй меланхолійну мелодійну музику з елементами джаз-року. Серед інших пост-брит-поп гуртів — Muse, що випробували вплив металу й електроніки, Travis, Coldplay, Placebo.
У 1990-х розвивається «жіночий» альтернативний рок: існуючі ще з середини 1980-х Throwing Muses, створені екс-басисткою Pixies The Breeders, PJ Harvey, Garbage.
Чималий вплив на рок-музику другої половини 1990-х надали Pavement. Вже з першого альбому вони стали лідерами мелодійного і в той же час експериментального інді-року. Украй незвичайним звуком відрізнявся гурт Morphine, що використав елементи джазу і блюзу. Незвичайний, побудований на бас-гітарі звук використовували Primus, для визначення стилю яких було придумано назву «фанк-метал». Співак Beck почав виконувати іронічні постмодерністські поп- та інді-пісні з елементами різних стилів — фолькроку, електроніки, психоделії, хіп-хопу.
На початку 1990-х досягли великого комерційного успіху Red Hot Chili Peppers — гурт, що діяв на стику фанку і року з сильним впливом панку і що надалі залишається украй успішним й досі.
Виникає і ряд своєрідних нових підстилів, серед яких найпопулярнішим став пост-рок, — музика з упором на текстуру, для якої характерні щільний, атмосферний звук і незвичайне використання звичних музичних інструментів, а також застосування елементів ембієнту, джазу, електроніки. Найбільшого успіху досягли пост-рок-гурти Tortoise, Sigur Ros, Mogwai. Жанр мат-рок, що відбувся від нойз-року, характеризується ускладненою ритмічною структурою і різкими, часто негармонійними рифами (Battles, Don Caballero, Faraquet). До напряму лоу-фай, для якого характерна навмисно низька якість запису, зараховують і Beck, і Pavement.

##### Електронний рок
Услід за експериментами медчестерців і New Order в області схрещування року і техно в 1991 році вийшов альбом гурту Primal Scream «Screamadelica», в якому інді-рок був суміщений з ейсід-хаусом і техно. З цього релізу почалося, як проникнення колишніх андерграундних піджанрів електроніки в мейнстрим, так і спроби сумістити їх з роком. У 1990-х подібні експерименти нерідко досягали великого комерційного успіху (Prodigy, Chemical Brothers). Наприкінці 1990-х з'явився також дрібний піджанр індітроника — змішання інді і електронного стилю IDM (The Postal Service, Hot Chip).

#### Альтернативний поп
Найлегший, наближений до попмузики інді-рок 1990-х прийнято умовно називати альтернативним попом. У 1990-х він був представлений, в першу чергу, виконавцями-жінками (Аланіс Моріссетт, Фіона Еппл). Серед інших примітних виконавців альтернативного попу — граючий на стику панку і попмузики «анархо-поп» гурт Chumbawamba.
Поняття «коледж-рок» в 1990-х роках трансформувалося. Тоді коледж-радіостанції крутили в більшості свій досить банальний і безідейний в музичному відношенні інді-поп або павер-поп. Серед гуртів коледж-павер-попу найпримітнішим можна рахувати Weezer.
Слід зазначити, що пост-панк-покоління залишило за собою ряд цікавих сольних виконавців в жанрі авангардного попу. Серед них — Нік Кейв (екс The Birthday Party), Пітер Мерфі (екс Bauhaus), Гевін Фрайдей (екс Virgin Prunes).

#### Поппанк
До початку 1990-х як традиційний панк, так і хардкор, і oi! почали зживати себе. Одним з останніх впливових гуртів традиційного панк-року стали NoFX, в чиїй музиці, крім хардкору, присутні і своєрідний мелодизм, і елементи ска. Проте в 1994 році відбулася несподівана подія — два альбоми гуртів Green Day і Offspring добилися великого комерційного успіху. Так почалася хвиля вливання панк-року в мейнстрим. Полегшений і мелодійний панк-рок такого роду отримав назву поппанк; подібний термін з'явився ще в 1970-х роках для позначення Ramones і Buzzcocks, і дійсно, музично поппанк Green Day і Offspring був близьким явищем — хоча не без впливу мелодійного хардкору ніби Descendents.
На хвилі популярності перших поппанк гуртів стали виникати нові — творчо продовжуючи стилістику Green Day (Rancid), так і абсолютно вторинні і прісні, але досягнувши проте масового успіху (Blink 182, Sum 41, New Found Glory). Відносний успіх мали також гурти гумористичного панку — це The Toy Dolls, The Presidents Of United States Of America, Me First And The Gimme Gimmes. Найважливіші поппанк гурти продовжують випускати цікаві роботи аж дотепер.

### Метал в 1990-х
До початку 1990-х років період розквіту багатьох жанрів метала вже закінчився. У більшості метал-жанрів в 1990-х роках не з'являлося нових пластинок, здатних порівнятися з класикою 1980-х. Тому, за рідкісними виключеннями, метал став розвиватися в більш авангардних або заснованих на змішанні з якимись іншими стилями напрямах. Деякі з цих напрямів мали великий комерційний успіх.

#### Альтернативний і авангардний метал
Альтернативний метал — різнорідний і еклектичний жанр металу, в якому присутні елементи багатьох інших жанрів (від інді-року і гранджу до хіп-хопу і фанку), став популярним і поширеним незабаром після завоювання популярності гранджем. Проте, вже в 1980-х з'явилася значна частина важливих для жанру гуртів: наприклад, Nine Inch Nails і Ministry, котрі комбінували метал з індастріалом. Одним найбільш впливових альт-метал 1990-х гуртів є Faith No More, чия експериментальна важка музика поєднувала метал, фанк, реп, а також елементи прогу і джазу. Фанкова гітарна основа, елементи хіп-хопу — всі ці ідеї, що були вперше використані Faith No More, стали органічною частиною металу 1990-х. На хвилі успіху альт-металу з'явилися безліч різнопланових гуртів: Rage Against The Machine суміщали метал з репом (т. н. репкор), Incubus — з фанком, Tool — з артроком.
Ще більш новаторським звуком, ускладненими структурами, експериментами з елементами різноманітних музичних жанрів (від арту до фольку) відрізнявся авангардний метал — прикладами такого роду музики є Arcturus, Diablo Swing Orchestra, Ulver.

#### Стоунер-рок
На початку 1990-х став розвиватися ще один піджанр метала — стоунер-рок (стоунер-метал), який звертався до ідей психоделічного року і раннього металу (Джимі Гендрікс, Black Sabbath), намагаючись передати музичними засобами металу відчуття від LSD-тріпа або куріння марихуани. Жанру поклав початок реліз 1992 року гурту Kyuss, що добився чималого успіху і у критики, і у публіки. Услід за ним стали з'являтися інші видні представники жанру — Fu Manchu, Nebula, Queens Of The Stone Age.

#### Нью-метал
В середині 1990-х років під впливом альтернативного металу, грув-металу, треш-металу, гранджу з'являється піджанр нью-метал. Один з гуртів, що заклав основи цього напряму, — Godsmack — по суті просто оновлював звук класичного металу з використанням аранжувальних і звукових досягнень альт-металу, але без елементів хіп-хопу і електроніки. Чималий вплив на жанр зробили елементи фанку, введені в альтернативний рок Faith No More і Red Hot Chili Peppers. Разом з Godsmack з'являються і інші гурти «першої хвилі» нью-металу, які грали різні стильові варіанти жанру і нерідко добивалися успіху: Korn і SlipKnot використовували поєднання брутального звуку і фанку, System Of A Down представила саме незвичайне поєднання різних музичних напрямів — хеві-металу, нью-метала, металкору, панк-року, і навіть вірменської народної музики. Disturbed і Deftones — елементи хеві- і треш-металу, Coal Chamber — готичного року, Manhole — хардкору. Найбільш комерційно успішним став гібрид нью-металу і репкора (важкий звук і речитатив), представлений Linkin Park, Hollywood Undead і Limp Bizkit.

#### Симфо-метал
У європейському металі кінця 1990-х великого поширення набуло використання елементів класичної музики — таких, як живі оркестри (або заміна їх аналогічними синтезаторними ефектами) і багатий, майже оперний жіночий вокал. На основі павер-металу, дум-металу і блек-металу сформувався особливий піджанр симфо-метал. Його появу зазвичай пов'язують з експериментами гурту Therion в середині 1990-х. Найбільшої популярності добилися гурти Nightwish, Within Temptation, Rhapsody of Fire.

#### Розвиток традиційних жанрів
Не зважаючи на загальний занепад хеві-металу, треш-металу та інших традиційних піджанрів, окремі значні фігури традиційного металу з'являлися і в 1990-х. Перш за все це Pantera, які надали вирішальну дію на формування пост-треш-жанру грув-метал. Також слід зазначити, що в 1990-х пройшла чергова хвиля блек-металу — мелодійнішого і з впливом готик-металу і симфо-металу. Гурти цієї хвилі (Dimmu Borgir, Cradle of Filth) добилися найбільшого комерційного успіху за всю історію блеку.

### Авангардна роккультура
Крім продовжуючого творчу діяльність Джона Зорна, ряд інших колективів також грали рокавангард або просто оригінальну музику, що не вписується в жанрові рамки. Лідером авангардного року кінця 1990-х-2000-х цілком можна назвати Майка Паттона — вокаліста Faith No More. У своїй сольній кар'єрі в безлічі проєктів (найвідоміші — Mr. Bungle, Fantômas, Peeping Tom, Tomahawk, сумісний альбом з The Dillinger Escape Plan) він створює своєрідні записи, що поєднують оригінальний вокал, елементи авангардного металу і найрізноманітніші стилістичні експерименти. На стику електронної музики і хардкору створювали жорсткі нойзові записи одні з найбільш безкопромісних панк-музикантів 1990-х — Atari Teenage Riot.

## 2000-і у рок-музиці

### Відродження інді-стилів
З 2000 по 2009 роки в рокмузиці не з'явилося жодного масштабного та нового жанру. Ця криза була компенсована відродженням та подальшим розвитком таких піджанрів альтернативного року: гаражного року, пост-панку і брит-попу.
Відродження естетики гаражного року почалося ще в 90-ті роки — цьому сприяли рух лоу-фай і блюз-рок гурта Jon Spencer Blues Explosion. Одним із перших гуртів, які відродили гаражний рок, стали The White Stripes — дует, музика яких заснована на рифах метала 70-х, панк-рокенергетиці, гаражної подачі матеріалу і використання елементів фольку, кантрі і особливо блюз-року. Крім The White Stripes, базовими гуртами відрождення гаражного року стали The Strokes, The Vines і The Hives. За ними піднялася «детройтська» роксцена, представлена Von Bondies, The Dirtbombs, The Detroit Cobras, The Go. Близький до цього стилю гурт Yeah Yeah Yeahs, який поєднує інді-рок з артпанком і жіночим вокалом.
Іншою лінією відродження гітарної ретро-музики стало наростання популярності гітарного пост-панку і брит-попа. Ці стилі присутні в репертуарі у сучасних британських рок-гуртах — Kasabian, Franz Ferdinand і Arctic Monkeys. Їх мелодійний брит-поп був підхоплений іншими гуртами, серед яких Hot Hot Heat, The Libertines, The Killers, The Bravery. Однак частина колективів опираються і на чистий пост-панк, на що вплинув Joy Division. Електронний пост-панк представляють LCD Soundsystem, She Wants Revenge.

### Книжки та збірки статей
- Андрей Горохов. Музпросвет. — Москва: Флюид, 2010. — 528 с.(рос.)
- Олександр Євтушенко. Україна IN ROCK: статті та есеї. — Київ: Грані-Т, 2011. — 240 с. іл.
- Алексей Козлов. Рок: истоки и развитие. — Москва: Мега-сервис, 1998. — 191 с.(рос.)
- Сергей Коротков. История современной музыки (курс лекций). — Киев: LAV-studio, Кий, 1996. — 291 с.(рос.)
- Александр Кушнир. 100 магнитоальбомов советского рока. — Москва: «Аграф»; «Крафт+», 1999. — 400 с.: ил.(рос.)
- В.М. Откидач. Рокмузика і світовий художній процес: Моногр. / В. М. Откидач; Харк. держ. акад. культури. — Х., 2005. — 294 c. — Бібліогр.: с. 255—277.
- Р. Першин. Енциклопедія поп-музики: 70-і (серія публікацій на 7-й стор. газети «П'ятниця» (Київ) у 1997—1998 рр.)
- Роман Піщалов, Андрій Орел та інші. Аутсайдер. Збірка статей про сучасну музику. — Київ: Бихун В.Ю., 2023. — 183 с., іл.
- Артём Троицкий. Гремучие скелеты в шкафу. Т. 1: Запад гниёт. — Санкт-Петербург: Амфора, 2008. — 340 с.(рос.)
- Артемий Троицкий. Гремучие скелеты в шкафу. Т. 2: Восток алеет. — Санкт-Петербург: Амфора, 2008. — 276 с.(рос.)
- Олег Феофанов. Рок-музыка вчера и сегодня. — Москва: Детская литература, 1978. — 157 с.(рос.)
- Піт Форнатейл. Історія рок-н-ролу // «Всесвіт» (Київ). — 1989. — № 8. — С. 150—162, 176—182; — № 9. — С. 147—160, 172—179; — № 10. — С. 170—192.
- Игорь Хижняк. Парадоксы рок-музыки. — Киев: Молодь, 1989. — 296 с.(рос.)
- Татьяна Чередниченко. Кризис общества — кризис искусства. Музыкальный «авангард» и поп-музыка в системе буржуазной идеологии. — Москва: Музыка, 1985. — 192 с.(рос.)
- David Brackett (ed.), The Pop, Rock, and Soul Reader: Histories and Debates, Oxford University Press, 2013, 608 pp.(англ.)
- Theo Cateforis (ed.), Rock History Bundle: The Rock History Reader, Routledge 2006, 384 pp.(англ.)
- Katherine Charlton, Rock Music Styles: A History, McGraw-Hill Companies, 2006, 400 pp.(англ.)
- Nik Cohn, Pop from the Beginning, Weidenfeld & Nicolson, 1969.(англ.)
- Nik Cohn, Awopbopaloobop Alopbamboom: The Golden Age of Rock, Grove Press, 2001.(англ.)
- Paul Friedlander, Rock and Roll: A Social History, Westview Press, 2006, 400 pp.(англ.)
- David Hepworth, Never a Dull Moment: 1971 The Year that Rock Exploded, Henry Holt and Co., 2016, 320 pp.(англ.)
- David Hepworth, Nothing is Real: The Beatles Were Underrated and Other Sweeping Statements about Pop, Bantam Press, 2018, 240 pp.(англ.)
- Valter Ojakäär, Popmuusikast, Tallinn: Eesti Raamat, 1978.(ест.)
- Robert Palmer, Rock & Roll: An Unruly History, Harmony 1995, 325 pp.(англ.)
- Jim Miller (ed.), The Rolling Stone Illustrated History of Rock & Roll, Rolling Stone Press, 1976, 382 pp.(англ.)
- Jon Savage, 1966: The Year the Decade Exploded, London: Faber and Faber, 2015, 672 pp.(англ.)
- Bob Stanley, Yeah! Yeah! Yeah!: The Story of Pop Music from Bill Haley to Beyoncé, W. W. Norton & Company, 2014, 624 pp.(англ.)

### Дисертаційні дослідження
- Васильєва Лариса Леонідівна. Рок-музика як фактор розвитку культури другої половини XX століття: Дис… канд. мистецтвознавства: 17.00.01 / Київський національний університет культури і мистецтв. — К., 2004
- Откидач Володимир Миколайович. Рок-музика як соціокультурне явище: Дис… д-ра наук: 26.00.01 — 2008.

### Статті
- П. Аркадьев. Рок вокруг часов // «Клуб и художественная самодеятельность» (Москва). — 1979. — №19 (октябрь). — С. 32–33, ил.(рос.)
- М. Гилмор. Рок 60-х // «Ровесник» (Москва). — 1991. — №7. — С. 19-21.(рос.)
- Н. Кон. Рок как есть (очерки очевидца истории поп-музыки). Часть 1 // «Ровесник» (Москва). — 1985. — №4. — С. 26—28.(рос.)
- Н. Кон. Рок как есть (очерки очевидца истории поп-музыки). Часть 2 // «Ровесник» (Москва). — 1985. — №6. — С. 28—31.(рос.)
- Н. Кон. Рок как есть (очерки очевидца истории поп-музыки). Часть 3 // «Ровесник» (Москва). — 1985. — №8. — С. 28—30.(рос.)
- Н. Кон. Рок как есть (очерки очевидца истории поп-музыки). Часть 4 // «Ровесник» (Москва). — 1985. — №9. — С. 28—31.(рос.)
- Н. Кон. Рок как есть (очерки очевидца истории поп-музыки). Часть 5 // «Ровесник» (Москва). — 1985. — №10. — С. 28—31.(рос.)
- Н. Кон. Рок как есть (очерки очевидца истории поп-музыки). Часть 6 // «Ровесник» (Москва). — 1985. — №11. — С. 29—31.(рос.)
- І. Магід. Перспективи і глухі кути рок-музики // «Культура і життя» (Київ). — 1987. — 30 серпня.
- И. Стогов. Рок 80-х. До того, как «волна» разобьётся о скалы... // «Ровесник» (Москва). — 1991. — №11. — С. 19-20.(рос.)
- А. Троицкий. Взлёт и падение «тяжёлого рока» // «Клуб и художественная самодеятельность» (Москва). — 1978. — №10. — С. 39—41.(рос.)
- Дм. Ухов. Рок-музыка. Взгляд из 80-х // «Иностранная литература» (Москва). — 1982. — №4. — С. 228—238.(рос.)
- Дм. Ухов. Вокруг рок-музыки // В. Конен. Третий пласт. Новые массовые жанры в музыке XX века. — Москва: «Музыка», 1994. — С. 144—158.(рос.)
- В. Циганов. «Конвейєрна» музика [«легка» музика] // «Культура и життя» (Київ). — 13 грудня 1979. — № 99 (2588).
- П. Яковенко. Порочне коло [рок-музика] // «Всесвіт» (Київ). — 1984. — № 1. — Стор. 158—161.